# 日本維新の会 (2016-)
日本維新の会（にっぽんいしんのかい、英: Nippon Ishin / Japan Innovation Party、略称: JIP）は、日本の政党。行政改革や憲法改正、規制改革、機会平等、地方分権などを政策に掲げる保守政党である。
略称は「維新」、1字表記は「維」。
自公連立政権に対しては、是々非々の立場を取っている。そのため、立憲民主党をはじめとするいわゆる野党共闘とは距離を置いており、これらの野党を批判することも多かったが、2024年日本維新の会代表選挙で野党間予備選を重視する吉村洋文が新代表に選出された
大阪府の地域政党・大阪維新の会を母体とする。2015年11月に維新の党において民主党との合流に前向きな議員の方針に反対して、同党を離党した国会議員や首長らによっておおさか維新の会（おおさかいしんのかい、英: Initiatives from Osaka）として結成され、2016年8月23日に現在の党名に変更された。

## 党史

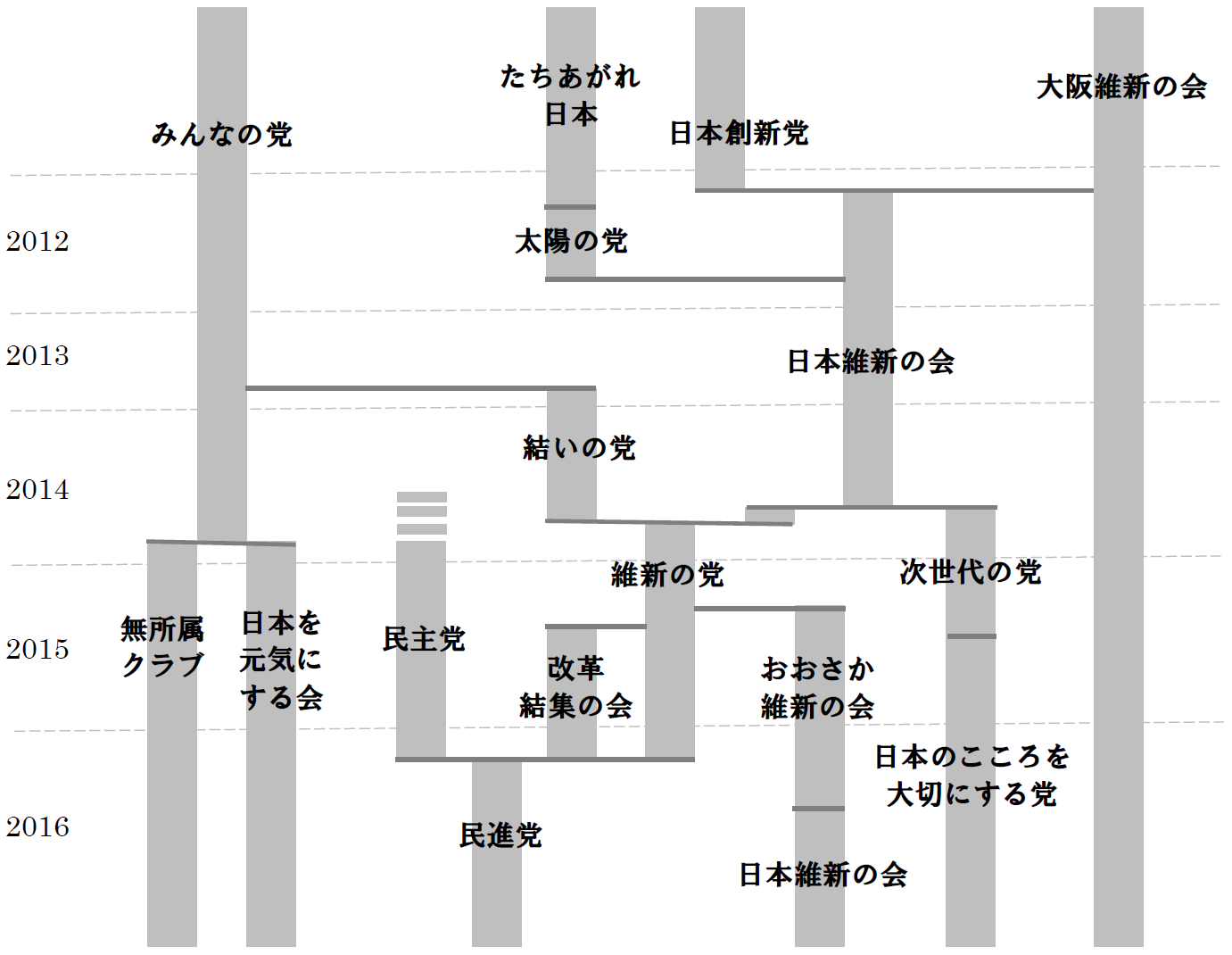
2010年代の第三極の離合集散

### 前史
2012年に結党された（旧）日本維新の会は、母体となった大阪維新の会と太陽の党のそれぞれ系列の議員が党内対立を繰り広げ、東西対立とも言われていたが、2014年夏にみんなの党との合併を巡って両派が決裂、大阪維新の会を中心とする橋下徹派38人と旧太陽の党を中心とする石原慎太郎派22人（次世代の党を結党）に分党した。みんなの党も合併への賛否を巡って分裂し、合併派が結成した結いの党と日本維新の会が9月に合併、衆参あわせて52人の国会議員からなる維新の党が結党された。
しかし結党後、とりわけ橋下のライフワークであった大阪都構想の住民投票（2015年5月17日投開票）が反対多数で否決され執行部が交代した後の維新の党では、「政権には是々非々で対応するべき。民主党まるごとと合併する形での野党再編はありえない」と主張する最高顧問の橋下や日本維新の会系（以下「大阪系」）議員と、日本共産党や民主党との野党共闘を重視し、民主党と事実上まるごと合併をする形での野党再編を画策する代表の松野頼久ら執行部側との間で路線の違いが生じていた。

### 「維新の党」の分裂と「おおさか維新の会」の結成
2015年8月、幹事長の柿沢未途が山形市長選挙で共産党や民主党が相乗りする候補を応援したことを切っ掛けに、党内対立が表面化する。8月28日に橋下と同党顧問の松井一郎が維新の党を離党、翌29日には橋下が維新の党から分党し新党を立ち上げることを宣言し、参議院議員の片山虎之助や大阪系議員らがこれに同調した。「おおさか維新の会」という新党の設立を目指し、執行部側との分党交渉を始める。
10月、分党交渉が決裂し、維新の党執行部は新党に参加する見通しの国会議員や地方議員を除籍処分とした。これに対して大阪系の国会議員らは「10月1日以後は維新の党には代表や執行役員会が不存在の状態で除籍処分は無効」と主張し、不服申し立てを行った。また、維新の党の参議院会派「維新の党」は大阪系の片山が代表を務めていたため、10月16日、除籍処分への報復措置として執行部側の参議院議員5人の会派離脱届を独断で届け出た。会派から追い出された執行部派の5人は、改めて会派「維新の党（参議院）」を結成した。
24日、大阪系の国会議員や地方議員らは「維新の党における5月の代表選出と11月までの任期延長は、党大会を経ていない無効なものである」（すなわち、執行部による自身の除名も無効である）という解釈のもと、「臨時党大会」を開いて維新の党の解党を決議した。松野は大阪系の解釈および「臨時党大会」は無効と主張した。両者は主張を譲らず、更に政党交付金の使用権限を巡って訴訟状態に突入するなど、「維新の本家争い」と呼ばれる泥仕合が続いた。
10月31日、橋下や大阪系議員らが大阪市内で「おおさか維新の会」の結党大会を開催した。代表に橋下、幹事長に松井が暫定的に就任し、維新の党から除籍処分をされた大阪系議員を中心に19人の国会議員が参加した。11月2日、「おおさか維新の会」の設立が届け出られた。
両者の間での内紛は、12月8日に「維新の党を将来的に解党すること」との円満合意で終結した。この合意には「維新の党は将来的に解散すること」・「野党再編が実現した段階で、維新の党側が『維新』の名称使用をやめること」・「人件費など党運営に必要な経費を除いた政党交付金の国庫返納」・「双方が刑事訴訟や民事訴訟を取り下げること」などが盛り込まれた。2016年3月、維新の党は民主党に合流し、民進党となった。

### 橋下徹の政界引退と松井・片山体制への移行
橋下は大阪市長任期満了（2015年12月18日）での政界引退を表明しており、12月12日に開催された党大会で、後継代表として大阪府知事の松井一郎が選出された。あわせて、共同代表（実質的な代表代行）および国会議員団長に参院議員の片山虎之助、幹事長に衆院議員の馬場伸幸、政調会長に大阪府議の浅田均、総務会長に参院議員の東徹が就任した（馬場、東と遠藤敬は事後処理のために維新の党に籍を残しており、入党は25日付）。橋下は一民間人として同党の法律政策顧問に就任した。
2016年4月24日投開票の衆院京都3区補選は結党後初の国政選挙で、党本部職員の森夏枝を擁立。投開票の結果、全体の2位となる2万票余りを獲得したが、民進党公認の泉健太に4万票以上の差を付けられて落選した。
7月10日実施の第24回参議院議員通常選挙には、選挙区18人（減税日本との共同公認候補1人を含む）・比例区10人の合わせて28人の公認候補者を擁立した。また、党外からは渡辺喜美（みんなの党元代表）を比例区に、田中康夫（新党日本元代表）を東京選挙区に、それぞれ擁立した。その結果、選挙区では大阪選挙区で2議席、兵庫選挙区で1議席をそれぞれ獲得、比例区では4議席を獲得し、合計7議席を獲得（渡辺は当選、田中は落選）、非改選とあわせ12議席となり、参議院で予算を伴わない法案の単独提出が可能になった（第192回国会では法案100本提出を目指し、12月12日に目標を上回る計101本に到達した）。
2016年東京都知事選挙（7月14日告示、7月31日投開票）では、当初、松井が「徹底的に行革をやる人が出てきたら党として支援したい」との考えを示していたが、選挙の告示前日に、独自候補の擁立や特定候補の支援を一切行わない方針を表明した。

### 「日本維新の会」への党名変更
参院選後の7月12日、松井は常任役員会において、かねてからの懸案の党名変更の意思を示した。党名変更の理由としては、今回の参院選において地元の大阪・兵庫といった近畿の選挙区で勝利した一方で、近畿以外の選挙区では敗戦したことで、党勢を全国で拡大することを目指すという意味合いであった。7月末に党および系列政治団体所属の国会議員・地方議員を対象に新しい党名について事前にアンケート調査を実施、「日本維新の会」・「維新の会」・「『維新』を含むその他の名称」の3択を提示した。結果、「日本維新の会」を選んだ議員が多数を占めた。
8月23日、常任役員会および臨時党大会を大阪市内で開き、党名を「日本維新の会」に改名することを決めた（代表は、松井が続投）。また「日本維新の会」の新しいロゴマークも公表されたが、新ロゴマークのデザインは「おおさか維新の会」時代のものをそのまま使用し、ロゴタイプの「おおさか」の部分を「日本」に変えただけである。

### 2017年東京都議会議員選挙・第48回衆議院議員総選挙
2017年1月、同年夏に行われる東京都議会議員選挙に候補者を擁立することを発表。但し、東京都知事の小池百合子率いる都民ファーストの会との選挙協力については、一切行わず単独で候補者を擁立することを表明した上で、選挙後の連携には前向きに検討するとした。
2月6日、元フジテレビアナウンサーの長谷川豊を入党させ、千葉1区の支部長に1月28日付で就任、公認候補として次期衆院選に擁立することを発表した。
3月25日、結党以来本拠地の大阪で行ってきた党大会を、同年7月開催の都議選を見据える形で、東京都内で初開催。大会の中では、都議選における公認候補6人や維新が掲げるマニフェストを発表した。
6月22日、副代表の渡辺喜美が都民ファーストの会を支援することを表明して離党届を党に提出したため、同日付で除名処分とした。
2017年7月2日の東京都議会議員選挙では、選挙期間中に松井や大阪市長の吉村洋文（大阪維新の会政調会長）などが応援に駆け付けるなど全面的なバックアップを行ったが、公認候補4人のうち、獲得議席は改選前と変わらず1議席にとどまった。
2017年9月30日、松井と新党「希望の党」を結成し代表に就任した東京都知事の小池百合子が記者会見を行い、同年10月22日執行の第48回衆議院議員総選挙において、お互いの本拠地での候補者調整に合意したことを正式発表。大阪府の選挙区に希望は公認候補を立てず、逆に東京都の選挙区では維新が公認候補の取り下げを行った。
10月22日、総選挙投開票。その結果、大阪府内で小選挙区全ての議席となる3議席しか取れなかった等、地元であるはずの近畿地区で苦戦したことが響き、選挙前の14議席に対し比例代表8議席を含め11議席に終わった。前回総選挙まで陣頭指揮を取っていた前代表である橋下の不在や希望の党との連携が不発に終わったこと、立憲民主党の躍進が影響したと報じられた。
26日、衆議院議員の丸山穂高がTwitterに「松井代表が再び再選してもしなくても、堺（市長選）・衆院選総括と代表選なしに前に進めない」と投稿し、代表選実施を求めると、橋下は「お前が勝てたのは松井さんが知事をやっているからだ。ボケ！代表選を求めるにも言い方があるやろ。ボケ！」と投稿、続けて「ふざけた物言いをする国会議員がいるところと付き合うと精神衛生上良くないので。僕はちっちゃい人間ですから、こういう国会議員が一番嫌いなんです」として、日本維新の会の法律顧問を辞任すると表明した。これに対し、丸山は「有権者への中傷」、「真実でないことまで公言されるのは耐えられない」と反発。最終的に離党届を提出するに至った。しかしその後、維新は離党届を保留し続け、2018年1月に丸山は離党届を取り下げた。
28日、常任役員会を開き、党規約に基づく臨時党大会を11月中に開催し、代表選挙実施の可否を議決する方針を決定。
11月25日、総選挙の結果を受けた臨時党大会を開催。代表選挙を実施しないことが賛成多数で決まり、松井一郎の代表続投が決定した。

### 2019年統一地方選・第25回参議院議員選挙
2019年1月23日、参議院で希望の党と統一会派を結成。これにより、院内会派の人数は同月に維新に入党した山口和之と合わせて15名となり、14名の日本共産党を抜き、野党第三会派となった。
4月の第19回統一地方選挙では、希望の党のほか、北海道では新党大地と、愛知県では減税日本と選挙協力を行った。また、地盤である大阪府では、知事でもある代表の松井が大阪市長選挙に、大阪市長の吉村が大阪府知事選挙に立候補し（出直しクロス選挙）、いずれも対立候補を大差で破り当選した。大阪府議会・市議会でも議席を増やしたが、近畿地方以外の道府県議選では全敗し、全国的な広がりを欠く結果となった。
衆議院議員・北川知克（自民党）の死去に伴う、2019年4月21日投開票の大阪12区補欠選挙では藤田文武を擁立し、北川晋平（北川の甥）、樽床伸二、宮本岳志を破り当選。
同年5月14日、丸山穂高が、北方四島交流事業における元北方四島島民による訪問（いわゆる「ビザなし訪問」）に同行した際、記者の島民取材中に割り込んだ上、北方領土問題の解決手段として「戦争による奪還」に言及した問題で、丸山から出されていた離党届を受理せず、持ち回り役員会で丸山を除名処分とした。その後、丸山に対する糾弾決議案を他の与野党会派とともに共同提出し、決議案は同年6月6日の衆議院本会議で全会一致で可決された。
同年6月9日投開票の堺市長選挙に元大阪府議の永藤英機を擁立。投開票の結果、永藤が堺市議の野村友昭に僅差で勝利し当選。維新は、堺市長選で初勝利を収めた。これにより維新は、大阪府知事・大阪市長・堺市長の大阪のトップ3を初めて独占する形となった。
2019年7月の第25回参院選では、本拠地の大阪のほか、東京や愛知などの選挙区に8人・比例区14人の合計22人を公認で擁立。「あたらしい党」（音喜多駿）や「新党大地」（鈴木宗男）などの他の地域政党の代表を公認候補として擁立したほか、愛知県選挙区では名古屋市長の河村たかし率いる愛知の地域政党「減税日本」と共同で候補者を擁立するなど、地域政党間の連携をアピールした。その結果、本拠地の大阪で2議席・兵庫で1議席を獲得したほか、東京・神奈川といった関西圏以外の選挙区で初当選者を出すなど選挙区と比例で5ずつ、合わせて10議席を獲得し、改選7議席を上回る躍進を遂げた。
同年12月に自民党衆院議員の秋元司らが逮捕されたカジノを含むIR事業参入をめぐる中国企業との収賄事件に絡み、翌2020年1月3日に5名の衆議院議員が中国企業関係者から現金を受け取った疑いがあると報じられ、その中に党所属の下地幹郎が含まれていた。下地は同月6日に記者会見を行い、前回の衆院選中に事務所職員が中国企業側から現金を受領したものの政治資金収支報告書に記載していなかったことを明かした。下地はその後離党届を提出したが、党は同月8日の党紀委員会で離党届を受理せず、除名処分とした。下地の除名を受け、党所属の沖縄県議2名や市町村議など全員が下地との合流を目指し離党し、沖縄県総支部は解散した。

### 2020年東京都知事選挙・2度目の住民投票否決と松井の政界引退表明
2020年7月5日に行われた東京都知事選挙では、前熊本県副知事の小野泰輔を推薦した。無名の新人でありながら61万票を獲得するも僅差で供託金没収となり、4位で落選した。また、同日に行われた都議会補欠選挙では、北区選挙区と大田区選挙区に公認候補を擁立したが、いずれも落選し、自民党候補二人が当選した。
2020年11月1日、維新の党是でもある大阪都構想の是非を問う2度目の住民投票が反対多数で否決され、同日に松井は自身の市長任期が満了する2023年4月限りで政界を引退する意向を示した。松井は地域政党「大阪維新の会」の代表も辞任すると表明（後任は吉村洋文が選出）。国政政党「日本維新の会」の代表職については「大阪維新とは分けて考えたい」と述べ当面は続ける意向を示した。

### 2021年の各地方選挙
自民党の吉川貴盛の辞職に伴う2021年4月25日投開票の北海道2区補欠選挙には、元道議の山崎泉を擁立。北海道維新の会の代表の鈴木宗男が、自民党の不戦敗を受けて「保守中道の受け皿が必要だ」として擁立を先導したが、投開票の結果、松木謙公が当選し、山崎は3位で落選した（次点は無所属の鶴羽佳子）。
2021年4月11日に行われる兵庫県の宝塚市長選挙では同党所属の県議、門隆志（宝塚市選出）を公認で擁立。宝塚市長選挙への公認候補擁立は、旧日本維新の会時代の2013年に兵庫県知事選挙の前哨戦として擁立した宝塚市と伊丹市の両市長選挙以来となり、今回も同年の兵庫県知事選の「前哨戦」と位置付け、総力戦を展開したが、山崎晴恵に僅差で敗れた。
2021年の兵庫県知事選挙に向けては、兵庫維新の会は2020年末から独自候補擁立を目指していたが、調整が難航し、2021年4月になり、自民党兵庫県議団の一部が執行部の方針に反して推した当時の大阪府財政課長の斎藤元彦に推薦を出した。
2021年東京都議会議員選挙では13名の公認候補を擁立。投開票日前日の7月3日には松井、吉村が上京し応援演説を行ったが、現有1議席の維持にとどまり、松井は「やはり東京（での選挙）は厳しい」と述べた。

### 第49回衆議院議員総選挙での躍進・新執行部発足
8月22日、幹事長の馬場は出演したテレビ番組内で、年内に行われる第49回衆議院議員総選挙後の政権の枠組みについて「本当に取り組みたいことをやらせてもらえる担保や確証があるなら、その時の与党にいろいろな協力は考え得る」と述べ、自公連立政権に対し政策ごとに連携する部分連合の可能性に言及した。26日に代表の松井は馬場の発言を念頭に「自民党とくみするようなことはない」「国会議員団の中でイニシアチブを取れそうやとか、何らかのポジションに就きたいとか、そんな嫌らしいこと、せこいことが出るような形になれば維新の解散手続きをやる」と述べ自公との連立や連携を否定した。一方で松井は9月に予定される自民党総裁選挙について、菅義偉総理の再選が望ましいとの考えを示し、「国と地方で協力しながら新型コロナウイルス対策もやってきた。地方政府の立場からすると、非常に連携しやすい」と述べた。
2021年10月31日投開票の第49回衆議院議員総選挙では公示前の11議席を大きく上回る41議席を獲得した。地盤とする大阪府では公明党と棲み分けた4選挙区を除く15の擁立した選挙区の候補者全員が小選挙区で勝利し、大阪以外の阪神地域である兵庫6区（伊丹市・宝塚市・川西市中南部）でも小選挙区当選を果たした。比例代表でも旧希望の党との競合で伸び悩んだ前回から500万票近く上積みして805万票を獲得し、比例北海道ブロックを除く全国10ブロックで議席を確保した。特に地盤の比例近畿ブロックでは、全28議席のうち自民党の8議席を上回る最多の10議席を獲得。先述の通り大阪府で比例復活する議員がいなかったために大阪府以外の近畿の候補者が比例復活の対象になったことによって、先述の小選挙区で勝利した兵庫6区以外の兵庫県で擁立した全ての選挙区の候補者が比例復活した。
また、同日には松井が「僕は市長の任期をもって政治家を引退する。引き続き代表としてやるというのは無責任」と述べ、翌年1月の任期満了を持って日本維新の会の代表を退任する意向を示した。同党は党規により大型選挙から45日以内に臨時党大会で代表選挙を実施するかどうか決定すると規定されていたが、11月27日の臨時党大会で国会議員や地方議員ら特別党員による投票の結果、代表選挙実施に賛成151票、反対319票となり、代表選挙は実施せず、松井が続投することが決まった。また、片山虎之助が体調不良を理由に共同代表を辞任することが了承され、松井は後任に幹事長の馬場伸幸を充てる考えを表明した。
11月30日の常任役員会で、共同代表に馬場を充てる人事を正式に決定。後任の幹事長に衆議院議員の藤田文武、政調会長に参議院議員の音喜多駿、総務会長に参議院議員の柳ケ瀬裕文がそれぞれ就任したほか、国会議員団人事も同日了承された。

### 第26回参議院議員通常選挙
2022年3月27日に大阪市内で党大会を開き、同年夏の第26回参議院議員通常選挙では改選6議席の倍増となる「最低でも12人以上の当選」を目標とする活動方針を決めた。選挙区では東京・神奈川・大阪・兵庫・京都の5選挙区を最重点選挙区とし、比例代表では立憲民主党を上回る議席の獲得を目指すとした。また、全国政党化を目指す狙いから、常任役員に大阪の地方議員らを充てる規定などを削除することも決めた。同日投開票の兵庫県西宮市長選では、新人を公認で擁立。松井や吉村、県外の地方議員も応援に入り総力戦を展開したが現職の石井登志郎に敗れた。
参院選に向けては、共同代表の馬場が主導する形で比例区に元東京都知事の猪瀬直樹、歌手の中条きよし、元陸上競技選手で熊本県議会議員の松野明美、元プロ野球選手で2019年埼玉県知事選挙にも立候補経験のある青島健太などのタレントや著名人、さらに元山梨県知事・衆議院議員で民主党出身の後藤斎、元衆議院議員で希望の党出身の井上一徳、元参議院議員で民進党・希望の党出身の松浦大悟、元栃木県議会議員で自民党出身の西川鎭央など他党出身者を積極的に擁立し、比例票の上積みを図った。
7月10日の投開票の結果、維新は比例区では立憲民主党の約677万票を100万票以上上回る約785万票を獲得し、比例で8議席（前述の猪瀬・中条・松野・青島が当選）を得たが、自民党との比較では自民の4割程度にとどまり、「自民1強」を印象づける結果になった。7月8日に発生した安倍晋三銃撃事件により、維新に流れていた保守票が自民に回帰した結果、最重点区と位置付けた東京や京都のほか、減税日本と共同で擁立した愛知では僅差で議席を獲得できず、次点となった。
複数擁立でいずれも議席を確保した大阪、現職が議席を守った兵庫に加え、3年任期分の補欠1議席を含めた合併選挙となった神奈川では「（2021年横浜市長選挙の立候補による退職で）実質的に合併選挙の原因を作った」松沢成文が2位当選で新たに6年任期の議席を獲得し、選挙区では合計4議席を獲得、比例の8議席、非改選の9議席を合わせると計21議席になり、選挙前に掲げた目標を達成するとともに、参院で予算関連法案の提出に必要な人数に達した。
開票日の10日夜、松井は「躍進という結果ではない。少し期待値が上がったのかな、という受け止めだ」と述べ、自身がすでに翌年の市長任期満了で政界を引退する意向を示していることから、「引退を決めている人間がいつまでも党のトップにいるのもおかしい」とも述べ近く代表を辞任する意向を示した。同日には副代表の吉村が知事職や地域政党「大阪維新の会」の党務に専念するとし、日本維新の会の代表選挙には立候補しない意向を示した。

### 2022年代表選挙・馬場体制への移行
参院選終了後の7月14日、大阪市の本部で常任役員会を開き、松井が改めて代表辞任を表明。同月30日に臨時党大会を開催し、次期代表の選出をもって松井が退任することを承認した上で、後任を決める代表選挙を8月14日告示、同月27日投開票とすることを決定した。代表選挙には届け出順に、国会議員団政調会長の足立康史、共同代表の馬場伸幸、参議院議員の梅村みずほの3人が立候補した。
8月27日の代表選投開票の結果、馬場が新代表に選出され、同日、吉村が共同代表に就任した。

### 立憲民主党との政策協力
9月21日、立憲民主党・日本維新の会両党の国会対策委員長が国会内で会談し、翌月召集予定の第210回国会において国会法改正案の提出や旧統一教会による霊感商法や多額の献金強要による被害者救済に向けた法整備などの6項目において、両党が限定的に連携することで合意。合意文書には「国会内で共闘する」との文言も盛り込まれた。一方で維新の国会対策委員長である遠藤敬は「今のところ選挙協力までという前提が頭の中にない」とも述べ、同日に前代表の松井一郎は合意が選挙協力に発展する可能性について「そんなことがあったら維新を徹底的にたたく」と述べた。
28日には、大阪維新の会の大阪府議団が「（立民と）選挙協力するとの誤解が広まっている」などとして同党との国会内共闘に反対し、合意の経緯について説明を求める申し入れを日本維新の会に行うことを決めた。申し入れ案には「SNS上にアップされている（立民と維新の）合意文書を見て知るのが実情」とも記されており、情報共有にも問題があったとしていたが、この府議団の動きについて松井は「中身でちゃんと批判すべきだ。聞いてないから反対って、もう（府議団と）つき合いたくない」と批判した。
10月9日、維新の代表である馬場伸幸は、立憲民主党との選挙協力について「可能性は0％だ。われわれは地獄に行く気はない」と否定した。
11月20日投開票の兵庫県尼崎市長選挙では、新人同士の対決となったが、公認した候補が自民・立民などが支援する松本眞に敗れ、同県内の市長選では5連敗となった。維新は翌年の統一地方選の前哨戦として、大阪、兵庫の議員や秘書ら約100人が尼崎入りし、最終日も吉村が応援に入る総力戦を展開したが、2代続けて「市民派」の市長が行財政改革を進めた尼崎での現市政の後継候補に対し攻めあぐね、無党派層の支持は3割に及ばず伸び悩んだ。

### 第211回国会
2023年1月17日、自民党幹事長の茂木敏充と日本維新の会代表の馬場伸幸ら両党の幹部は同日午後国会内で会談し、来週23日に召集される通常国会の対応などをめぐって意見を交わした。この中で両党は憲法改正と安全保障政策、エネルギー政策の3分野について基本的な方向性が一致しているとして議論を進めていくことを確認した。前の臨時国会で立憲民主党と政策的に連携した維新がこのような動きを見せたことで維新は自民と立民の両党を天秤にかけているのではないかという指摘もされた。
2023年1月21日、立民・維新両党の国会対策委員長が会談し、今月23日に召集される通常国会でも政策的な連携を続け、岸田政権に対峙していく方針で一致した。両党は防衛費増額に伴う政府の増税方針に反対し、政府そして与党に行財政改革などで財源を捻出するよう迫ることで一致した。また、両党は与党への接近が指摘されている国民民主党に対してもこの連携の輪に加わるよう呼び掛ける考えであることを明かした。
代表の馬場は8日の会合で、立憲民主党が衆院憲法審査会の幹事懇談会を共産党と共に欠席したについて「またまたサボり癖が出てきているのではないか。わが党は憲法改正は党是の一つだから、これができないとなると、立民との協調関係は非常に暗雲が垂れ込めてくる」と述べた。続けて馬場は「是々非々とわれわれは言っている。『非々非々』になってしまうと、協調はもう終わってしまう」と指摘した。幹事長の藤田文武も8日の記者会見で「さまざまなものを人質にとりながら、国会戦略のうえで、憲法審査会を開かないとか審議拒否を仮に立民がやるようなら、協調や政策合意などを全部ご破算にしたほうがいい」と述べた。「それくらいの思い入れをもって憲法審査会に臨んでいる。立民にもご理解いただけたらと思う」と語り、立民側に釘を刺した。
これに立民代表の泉健太は10日の会見で「維新は自民党の誘いにすぐに乗ってしまう感じがする」と指摘。その上で、馬場の名前を念頭に競馬を例に出して、「良馬場（乾いて馬が走りやすい馬場）では与党が走りやすいだけだ」として、「重馬場（雨などで水分を含み馬が走りにくい馬場）であってもらいたい」と注文を付けた。この「馬場」発言について維新の国会対策委員長である遠藤は14日、「人の名前をいじったらいけない。最低限のルールだ」と苦言を呈した。さらに「面白く言いたいんだろうが、面白く使う言葉が間違ってる」とも指摘した。またこの泉の発言については立憲民主党内からも苦言が呈された。
立民・維新両党は3月2日、政治家女子48党参院議員（当時）のガーシーこと東谷義和が海外に滞在したまま国会を欠席し、「議場での陳謝」の懲罰処分となったことを念頭に、正当な理由がないまま国会を欠席し、懲罰処分となった議員の給与（歳費）を4割削減する歳費法改正案を共同提出した。
日本維新の会政調会長の音喜多駿は3日、立憲民主党との電気代の高騰対策も含めたエネルギー政策に関する勉強会について「いったん凍結する」と記者団に明らかにした。政策提言の取りまとめに向け、維新側は安全基準を満たした原発の早期再稼働を盛り込むよう主張したが立民側が認めず、折り合いがつかなかったため。両党の基本政策の隔たりが改めて浮き彫りとなり、政策協力の先行きは不透明さを増してきた。音喜多はまた、別の法案提出をめぐる立民側の対応も凍結の理由に挙げた。両党は2日、歳費法改正案を参院に提出したが、音喜多は「提出１日前に情報がリークされ、『立民が作った法案で、維新も共同提案する』との報道がなされた。これで信頼関係に決定的なひびが入ってしまった」と述べた。
7日、日本維新の会と国民民主党、衆院会派「有志の会」の2党1会派の国会対策委員長級会談が国会内で開かれた。緊急事態での国会議員の任期延長を規定する憲法改正（いわゆる緊急事態条項）について、2党1会派で共通の条文案を検討していくことで一致した。維新は立憲民主党との政策協力の一環で設けたエネルギー政策に関する勉強会を、「立場の隔たり」を理由に中断した。安全保障やエネルギー、憲法改正では主張の近い国民民主党や有志の会とも連携することで国会対策上の選択肢を増やし存在感アップに繋げ、改憲議論に慎重な立憲民主党を牽制する狙いがあると見られる。緊急事態条項をめぐっては、維新の代表である馬場が2日の記者会見で「思想が似通っている政党に、条文作りや制度設計を一緒にやろうと呼びかけたい」と表明。国民民主党も2022年12月、独自の緊急事態条項の条文案をまとめ、代表の玉木雄一郎が主張の近い他の政党や会派との協議を目指す考えを示していた。8日、2党1会派の国会対策委員長は実務者協議の初会合を開き3月中を目途に2党1会派共通の条文案をまとめる方針で合意した
同日、日本維新の会国対委員長の遠藤敬は立憲民主党国対委員長の安住淳と国会内で会談し、今後の国会対応などについて意見を交わした。この中で原発の再稼働をめぐる両党のスタンスに隔たりがあるなどとして中断していたエネルギー政策に関する合同の勉強会を再開させる方針で一致した。

### 2023年統一地方選挙
2023年4月に予定される第20回統一地方選挙に向けては、選挙前で約400人の地方議員数を600人以上に増やすことを目標に掲げ、代表の馬場は2022年8月29日に出演した民放番組で、600議席の目標を達席できなければ辞任する意向を示した。
2023年4月9日に統一地方選前半戦の投開票が行われ、維新は大阪府・市長選を制したほか、奈良県知事選挙でも公認候補が勝利し、大阪以外で初の公認首長を誕生させた。大阪府議選では9議席増、大阪市議選では6議席増となり、いずれも単独過半数を獲得。大阪市会での単独過半数は初となる。兵庫県議選でも現有4議席から21議席に躍進した。神奈川県では、県議会および横浜・川崎・相模原の3政令市議会で、選挙前の計2議席から25議席まで増やし、4議会すべてで、代表質問ができる「交渉会派」になった。一方、維新が「最重要地区」と位置付けた愛知では、愛知県議選と名古屋市議選に計15人を擁立したが、当選したのは市議選の1人のみとなる惨敗となったほか、千葉県議選でも伸び悩んだ。
4月23日に行われた統一地方選後半戦でも維新が議席を増やし、24日には維新の地方議員と首長が計774人になったとする独自の集計結果を発表。内訳は統一選前半戦の当選者263人、後半戦の当選者336人、非改選の現職ら175人、うち首長は8人。

### 立憲民主党との協力終了
一方で立憲民主党との国会内における政策協力を巡っては3月29日の参院憲法審査会で同党の参院議員で参院憲法審野党筆頭幹事（当時）の小西洋之が毎週開催が定着している衆院憲法審査会について「毎週開催は憲法のことなんか考えないサルがやることだ」「何も考えていない人たち、蛮族の行為だ。野蛮だ」と批判したことを受け、4月6日に馬場が協力凍結を表明。その後も、安全保障やエネルギーなど重要政策に関連する法案の賛否や審議へのスタンス、国会運営の違いが改めて浮き彫りとなり関係は冷え込んでいった。5月12日には立憲民主党の泉健太代表が2022年から始めた維新との国会内における政策協力を終了させる考えを示した。立憲民主党としては将来的な選挙協力に繋げることを期待した連携だったが、統一地方選で躍進した維新への危機感の高まりもあり、次期衆院選を見据え方針転換する形となった。
6月14日、公文書管理法改正案と、公文書管理適正化推進法案を立憲民主党と共同提出した。両党の協調路線により準備を進めてきた法案はこれで最後となり、同法案の提出を以て前年から続いた両党の国会協調は正式に終了した。

### 統一地方選後の動き
2023年7月30日投開票の仙台市議会議員選挙では、維新は擁立した新人5人全員を当選させ、統一地方選で伸長した勢いを持続させた。10月22日投開票の宮城県議選では4人を擁立し2人が当選。維新が同県議会で議席を得るのは初めてで、馬場は「宮城県内で党勢拡大を進める土壌が整った」と述べた。一方、当選した新人のうち青葉区選挙区では42票差の薄氷の勝利であり、河北新報は仙台市議選の結果と比較して「勢いに陰り」と報じた。
10月10日、維新は同月上旬にロシアを無断渡航した鈴木宗男参議院議員を除名処分にすることを決めたが、同日に馬場代表と藤田幹事長が処分を伝えに鈴木と面会した際、鈴木が離党届を提出したためこれを受理し、処分は一転して見送りとなった。
10月22日投開票の衆参2つの補欠選挙では、候補者の擁立を断念した。
また、茨城県牛久市長選挙（9月10日投開票）、奈良県橿原市長選挙（同10月22日）、京都府八幡市長選挙・神奈川県海老名市長選挙（同11月12日）など、大阪府外で公認・推薦候補を擁立した市長選では相次いで敗北。大阪の近隣府県でも苦戦が続く背景には、維新が誘致を主導した2025年日本国際博覧会（大阪・関西万博）の会場建設費の増額問題が影響しているとの見方も出た。
11月22日の両院議員総会では、政府が国会に提出している今年度補正予算案に賛成する方針を多数決で決めた。維新が補正予算案・暫定予算案で賛成するのは、前身の「おおさか維新の会」時代なども含めて結党以来14回目で、2021年1月の通常国会（菅義偉内閣）以来であり、岸田内閣発足後は初となる。補正予算案には経済対策や維新が推進する大阪・関西万博の関連経費も盛り込まれており、幹事長の藤田は賛成理由について「それ（万博）はゼロではないと思うが、（賛成理由の）本筋は、経済対策の方向性だ」と述べたが、水面下では党幹部から所属議員に対し「万博があるから賛成に回ってほしい」との働きかけもあった。
11月には所属する地方議員の離党が相次いだ。川崎市議会では6月29日の本会議で、所属議員7人のうち5人が補正予算案に造反し賛成に回っており、これを受け7月には会派が分裂。同月に反対したうちの1人が離党しており、残る1人も11月13日に離党した。11月14日には香川県議が離党し、維新は香川県議会での議席を失った。11月24日には長崎県総支部に所属する地方議員3人全員が、支部の執行部からパワーハラスメントを受けたと主張し離党を表明した。
この他、富山県では10月4日に県内唯一の地方議員だった射水市議が県支部の人事への不満などを理由に離党を表明。和歌山県では10月に議員報酬の削減に従わなかったとして、県議が離党勧告処分を受け離党しており、和歌山市議2名がこれを不服として県総支部執行部5人に対する解任請求書を11月15日に提出。これに対し総支部側は12月5日に解任請求書の内容が誹謗中傷にあたると主張し、提出した1名を除名、1名を離党勧告処分とするなど地方組織の内紛が相次いで表面化した。党のガバナンスが問われかねない事態に、共同代表の吉村は「地域でどういう問題があるか受け止め、対応していくことが必要だ」と述べ態勢を立て直す意向を示した。

### 教育無償化を実現する会との統一会派結成
2024年2月に予定される京都市長選挙に向けては、「党勢拡大の足がかり」と位置付け、国民民主党京都府連や、国民民主党を離党した前原誠司衆議院議員率いる新党「教育無償化を実現する会」、地域政党京都党と共同で元市議の村山祥栄を推薦したが、2024年1月13日には村山が架空の政治資金パーティーを行っていた疑惑が生じたとして4党派は村山への推薦を取り消し、自主投票としたことを発表した。
1月15日、馬場は教育無償化を実現する会の前原代表と記者会見を行い、両党が衆参で統一会派の結成に合意したと発表した。
3月24日、京都市内で党大会を開き、次期衆院選で野党第1党の座を奪取するという従来の目標に加え、与党を過半数割れに追い込むことを目指すとした活動方針を採択した。前年末に発覚した自民党の政治資金パーティー収入の裏金問題を受け、自民への逆風で相対的に立憲民主党の支持率が上昇し維新を上回る世論調査が多くなっており、政権への対決姿勢を強める方針に軌道修正する形となった。

### 2024年4月補欠選挙と補選を巡る党内の混乱
2024年4月の衆議院3選挙区補欠選挙では、長崎3区・東京15区の2選挙区において公認候補を擁立。教育無償化を実現する会からも推薦を得た。自民党はこの2選挙区で候補者擁立を見送ったため、立憲民主党が公認し、共産党などが支援する候補者との野党間争いとなり、馬場は街頭演説で「立憲民主党をたたきつぶす」「共産党は日本にいらない」など両党批判を展開。これまで自民支持だった「保守層」に狙いを定めた選挙戦を展開したが、投開票の結果、いずれの選挙区も大差で敗れた。馬場は選挙後、「我が党の実力のままの結果だ。まだまだ関西以外の小選挙区で勝つことは厳しい」と述べた。
この選挙で東京15区においては、選挙運動中に東京維新の会がが同選挙区の候補者である金澤結衣の写真が入った「機関紙・日本維新」を「政治活動用の機関紙」として配布した。この機関紙には証紙が貼付されておらず、ネット上では「（証紙の貼ってある法定ビラ以外の配布は）公職選挙法に抵触するのではないか」との意見が出ており、東京維新の会にも属する音喜多駿政調会長は自身のX（旧Twitter）投稿で「証紙の貼ってある法定ビラの他にも、政党・政治団体の『機関紙』を配布することができる。普段から（少なくとも直近6ヶ月間）政党として継続的に街頭演説やポスティングで政党機関紙を配布していれば、そのやり方を選挙期間中に続けることは問題ない」との見解を示した。この投稿に対し、党所属の足立康史衆議院議員はこの見解に対し「今回のビラが合法かどうかのポイントは、【直近六月間において平常行われていた方法で頒布しているかどうか】に尽きます。 音喜多さんのポストによると、大丈夫だ、ということですが、それが大丈夫かどうかは、直近六月間において平常行っていた者（15区支部関係者）にしか分かりませんので、正に、当事者の責任となります」と公職選挙法に抵触するのではないかとの疑義を呈し、「党として、動員している方々に、平常行っていない方法での機関紙配布を指示することは、控えるべき」とし批判の意を示した。足立の批判に対して、東京維新の会代表である柳ヶ瀬裕文参議院議員は「東京維新の会の選挙対策本部は大混乱に陥り、本来の選挙活動に専念できない状況」、「公に騒ぎ立てたことによって選挙中の現場を混乱させただけであり、そのような者が遵法意識を語るのは噴飯ものである」と激しく糾弾し、選挙後に、馬場代表・藤田幹事長宛に足立の「厳格かつ重大な」処分（足立の除名処分）を求める上申書を提出するなど、選挙運動を巡る見解の相違から、議員間の対立に発展する形で亀裂が表面化した。
上申を受けて、藤田幹事長は同年5月15日の会見で「上申書は、東京維新の会が役員会で議決されたものと承知している。処分ありきではなく、事実を確認する、当事者にも弁明の機会を与える、公平公正な判断のために党紀委員会は設定されている。それについては諮問した」と上申を受け入れて、党紀委員会の開催を決めた。また、馬場代表も「上司とか同僚の悪口、どんどんSNSで流されたら、会社って懲戒免職になる」として、足立に対する厳正な処分を行う可能性を示唆した。一方、足立はこの決定に対し「党紀委員会に諮問するという幹事長判断自体が間違っている。まずは党紀委員会の中止を求めたい」と反発し、SNS投稿については「法令遵守の観点から、慎重な判断が必要である旨、注意を促したに過ぎない。国会議員として当然の発信であり、政治倫理に則ったものである」と主張した。併せて足立は柳ヶ瀬、音喜多ら東京維新の会執行部の処分（除名処分）を求める上申書を提出しており、双方が除名処分を主張する泥仕合の様相となりつつあった。
党紀委員会は同年5月25日に大阪市内の党本部で行われ、足立の意見聴取を行った。足立は委員会後の取材で「東京維新が選挙の総括も十分にせず、敗戦の責任を私に転嫁してきた」と改めて東京維新の会を批判し、「注意喚起をしたら『除名にしろ』と言ってくるミサイルを私は振り払っているだけ。いずれも音喜多さんが撃ち込んできたミサイルだ」と主張した。党紀委員会は委員長含め5人中4人が地方議員であり、国会議員団で起きている今回の騒動に、党紀委員から「いい加減ちゃんとしてほしい」などと苦言があったとされる。
6月1日、大阪市内の党本部で行われた役員会で足立に対して「党員資格停止6か月」の処分を決定した。藤田幹事長によれば、党紀委員会においては足立に対する離党勧告が答申されたが「これまでの貢献や仲間への配慮から党員資格停止6か月の処分とした」と取材に答えた。なお、足立が上申していた東京維新の会幹部に対する処分は却下されている。足立はこの処分決定を受けて会見で異議はあるが、処分を受け入れる」と述べる一方、理由については納得できない点があるとして、近く不服申し立てする考えを示した。

### 政治資金規正法改正案を巡る対応
2024年5月31日午前、馬場は岸田文雄首相と国会内で会談し、政治資金パーティー収入の裏金問題を受けた政治資金規正法の改正について、「政策活動費は10年後に領収書や明細書を公開する」「調査研究広報滞在費（旧文通費）は使途公開と残金返納を義務付ける法整備を図る」などの内容の合意文書を取り交わした。馬場は会談後、記者団に「100%、我が党の考え方が通った」と述べ自賛し法案への賛意を表明したが、その後自民案の政策活動費の公開基準が「50万円超の支出」に限定されていることが明らかとなり、修正を要求。6月4日に自民が修正案を掲示し、6月6日の衆議院本会議で自公と維新・教育無償化を実現する会の賛成多数で可決された。
しかし、6月17日の衆院決算行政監視委員会で岸田が文通費の見直しの時期について明言を避けると、維新は一転して参議院では法案に反対する方針を決定。両党の合意文書の原案には旧文通費の改革について「今国会中に結論を得る」との記述があったが、自民側の交渉窓口だった木原誠二幹事長代理らの要請で文言を削除しており、馬場は「（自民側が）『信用してくれ』ということで一歩引きさがった」と説明。「前提が変われば態度が変わるのは当然だ」と述べ、衆参で対応が異なったことに理解を求めた。こうした維新の動きに他党からは「同じ法案で衆参の賛否が異なるのは、国民からすると非常に分かりにくいのではないか」（自民・森山裕総務会長）「やりかたとして丁寧さを欠いたというか、同床異夢というか。非常に問題があった」（立憲・岡田克也幹事長）「（合意を）文書で結んだ以上、文言が全てだ」「（修正合意が）あまりにも評判が悪いので、何とか理由を探して反対したということなのだと思う」（国民・玉木雄一郎代表）などの冷ややかな声が相次ぎ、維新の吉村共同代表も「修正合意に至る経緯について説明し、総括する必要がある」と述べるなど党内外から執行部の対応を疑問視する声が出た。
6月26日、一連の国会対応についての党内向けの「説明会」が開かれ、馬場は冒頭、「野党第2党はこういう手だてを使わないと存在感を発揮できない」と釈明した上で、「執行部の至らない部分もあるが、後ろから仲間を撃てば、すぐに維新はつぶれる」と結束を求めた。これに対し出席者からは執行部の責任を問う声が上がり、党共同代表の吉村は維新の政策活動費の廃止を要求。同日に幹事長の藤田は早ければ今年後半にも政策活動費を無くすことを表明した。報道陣には非公開とされた説明会では、馬場と吉村が自民党との対峙の手法について論戦を交わすなどしたが、吉村が「万博とかIRは自民党のためにやってるわけではない」と述べたことに馬場が反発。「なんで、そんなこと言うの？（中略）自民党とケンカすることと、IRと万博のことと絡めること自体が、ちょっとおかしいと思うよ」と反論し、吉村が引き下がるなど両者が言い合う場面もあった。

### 党勢の陰り
2024年4月21日、幹事長の藤田の地盤である大阪府大東市の市長選挙で公認候補が敗北。6月30日告示の河内長野市長選挙では、候補者の擁立を断念した。同年7月7日投開票の東京都知事選挙では、前安芸高田市長の石丸伸二の支援を一時検討したが合意に至らず、「どの候補も推さない」方針を示したが、世田谷区議会議員が石丸を応援する意向を示し離党。同日に行われる9選挙区の都議補欠選挙では候補擁立が2選挙区にとどまり、いずれも敗れた。同日の京都市議補選でも公認候補が敗北。7月28日の大阪府議補選（河内長野市選挙区）でも公認候補が前自民党市議に敗れた。大阪維新の会幹事長の横山英幸（大阪市長）は敗因について、万博会場の建設費増額への批判や、維新が推薦した斎藤元彦兵庫県知事の告発文書問題を挙げた。8月の時事通信社の世論調査では維新の支持率は1.8％と、約3年ぶりに1％台に落ち、躍進が目立った前年の統一地方選後と比較して約3分の1にまで下落した。また、前年の統一地方選から約1年半で、30人以上の地方議員が離党した。

### 第50回衆議院議員総選挙
2024年10月3日、馬場は教育無償化を実現する会の前原代表と共同記者会見を開き、教育側の所属国会議員5人のうち4人が維新に合流すると発表。同月に予定される第50回衆議院議員総選挙にも前原らは維新公認で立候補すると明らかにした。
10月27日に衆院選の投開票が行われ、結党以来初めて公明党との選挙区の棲み分けをやめ、全19選挙区に候補者を擁立した大阪では全勝。前原が地盤とする京都2区のほか、滋賀1区と広島4区、福岡11区で初めて議席を獲得し、西日本で一定の広がりをみせた。一方で比例票では前回衆院選から約295万票減り、比例近畿ブロックでは第一党の座を守ったものの前回から3議席減らした。大阪府内での比例得票は前回衆院選から約56万票減らしており、党内からは裏金問題に揺れた自民党の失速に助けられたとの見方も出た。前回総選挙では議席を獲得できた兵庫県下の選挙区では全敗に終わったほか、東京1区（比例東京ブロック重複）に立候補した音喜多駿政調会長が落選するなど東日本でも苦戦し、議席総数は公示前から6減となる38議席となった。この結果について東洋経済は極右の参政党と日本保守党に票を奪われたと分析した。代表の馬場は「全国（の選挙区）に走らせていただいたが、まだまだ力不足のところもある」と述べ、藤田幹事長は「逆風の中で何とか踏みとどまった」と述べた。また、共同代表の吉村は「他の野党が躍進する中、一人負けのような結果だ」「大阪以外では完敗だ」と批判した。維新は党規約で大型選挙の投票日から45日以内に臨時党大会などで代表選の是非を決めるとしており、馬場は投開票日の27日に「私がはじめて党員の投票によって選出された代表だ。皆さんに意見を聞いて出処進退を決めるのが筋だ」と述べ、代表選を実施する意向を示した。
10月30日に開かれた国会議員団の役員会では浅田均参議院会長が「大惨敗だ」として馬場と藤田の辞任を要求。猪瀬直樹参議院幹事長もこれに同調した。翌31日に開かれた常任役員会では、代表選を実施する方針で一致。馬場は自身の代表選への立候補については明言を避けた。一方、11月11日に召集予定の特別国会で行われる首相指名選挙では、馬場に投票する方向を確認した。
11月6日の常任役員会では代表選の実施の是非を問う特別党員によるインターネット投票の結果が公表され、投票総数768票のうち賛成が696票、反対が56票であったとして選挙を行うことを正式に決定。翌日には11月17日告示、12月1日投開票の日程で実施することが発表された。馬場と藤田は7日までに代表選に立候補しない意向を示した。

### 吉村新体制へ
11月17日に告示された次期代表選挙では、現・共同代表で大阪府知事の吉村洋文、参議院議員で元神奈川県知事の松沢成文のほか、大阪拠点以外の衆議院議員から金村龍那と空本誠喜の計4名が立候補し、選挙戦が行われた。12月1日の臨時党大会で行われた投開票では、吉村が得票率79.58%と圧倒的な強さで当選し新代表に選出された。吉村は臨時党大会後の記者会見で、選挙で議員らを誕生させる「戦略的地域」を選定して候補を擁立するとし、馬場前執行部時代の全国的な拡大路線から軌道修正する考えを示した。また、翌年の参院選に向けて、改選1人区で野党候補を一本化する「予備選」実施を目指す意向を示した。
代表者が非国会議員となったため、党規約で「国会議員団代表」を両院議員総会で選出する必要があり、この国会議員団代表が自動的に共同代表に就く事となる。吉村は記者会見で国会議員団代表（共同代表）に、総選挙直前に教育無償化を実現する会から合流した元外務大臣の前原誠司を推す意向を示した。翌2日の両院議員総会で前原が国会議員団代表に選出された。また、吉村執行部の新役員人事として、幹事長に岩谷良平、政調会長に青柳仁士、総務会長に阿部司、国会対策委員長に漆間譲司と40・50代の議員が起用された。

### 政府予算案への賛成と党内対立
吉村の代表就任後初となる第216回国会では、12月11日に維新は政府が提出した補正予算案の撤回と組み替え編成を求める動議を国会に提出していたが、翌12日の衆院本会議では自公両党による教育無償化を巡る協議体が設置されることなどを理由に政府案などに賛成した。吉村は「議席数が減っている中で、協議の枠組みができたのは一歩前進だ」と意義を強調したが、水面下では予算案には万博の開催関連経費が含まれており、「反対しづらい」（幹部）ことから賛成に向けた交渉を与党側と進めていた。同日の党会合で前原共同代表は「われわれの考え方を実行するには、与党とも話し合うことが大事だ。虎穴に入らずんば虎子を得ず、という故事もある」と理解を求めた。一方、前執行部に近い浦野靖人衆議院議員が3党協議に関する合意文書も作成されていないことを不服とし、「口約束で予算案の賛否を決めるほど、わが党は軽いのか」と苦言を呈し、前原は「紙をまとめるかどうかのタイミングもある。自公は過半数割れしており、この新たな状況に対して野党がどう対応するのかが問われている」と応じるなど、党内の不協和音が表面化した。維新の対応については、自民ベテランからは「エサもつけずに魚が釣れた」との声も出たという。
少数与党となった自民党側からは秋波を送られる機会が多くなり、第217回国会で審議された2025年度予算案においては、年度内成立を目指す石破茂首相が野党に歩み寄る姿勢を見せ、日本維新の会が掲げる教育無償化の方向性を受け入れ、予算案の修正を明言した。前原は石破と親交が深く、当初は自身のパイプを頼りに与党と交渉していたが、2025年1月時点では膠着状態が続いたため、極秘に前国対委員長の遠藤敬を交渉に加えることで与党との協議を進めた。2月25日に開いた両院議員総会で執行部は予算案の合意への了承を取り付けたが、党内では遠藤に頼った国会運営について、前執行部の政治姿勢を「飲み食い政治」と批判してきた吉村の言行不一致と見る向きもあり、浦野が現執行部を公然と批判するなど約5時間に及んだ。同日夜に行われた自民・公明・維新の三党首会談において教育無償化の具体策や社会保険料の負担軽減策などについて正式に合意し、予算案の年度内成立に目途が立つ形となった。その一方で吉村は連立政権入りの意図は否定している。
また、前年から兵庫県政で燻る兵庫県庁内部告発文書問題においては、同党の総支部である兵庫維新の会所属で百条委員を務めていた県議らが、兵庫県知事選挙の期間中に非公開とされている百条委員会での証人尋問音声を録音したデータなどをNHKから国民を守る党（NHK党）党首である立花孝志に提供して流出させていた事態が発覚し、2月25日には知事選後に死去した竹内英明県議が知事を陥れた「黒幕」であるなどと記された文書の提供に立ち会っていた岸口実県議は除名、音声データを流出させた増山誠県議と立花と数回にわたり電話で接触した白井孝明県議に対し、離党勧告の処分が下された。3名は兵庫維新の会を離脱し、新たに県議会会派として「躍動の会」を結成した（後に同名の地域政党も設立された）。吉村は一連の事態に対し「明らかなルール違反があり、代表として申し訳ない」と陳謝した。
国会では維新はガソリン税の暫定税率廃止も自公に要求したが、3月3日に立憲民主党と国民民主党が同年4月から暫定税率を廃止する法案を共同提出すると、維新の青柳政調会長が廃止時期は来年4月からが現実的であるとし、両党の動きを「パフォーマンスだ」と批判。これに対し国民民主党の榛葉賀津也幹事長は「維新の（青柳）政調会長も『賛成だ』というから、立憲、国民民主で提出しようという話だった」と反論し、維新内からも青柳の発言は「事実と違う」との指摘が出るなど物議を醸した。当初青柳は立国維3党での法案提出を目指し、今年4月からの廃止を目指す立憲案に賛成したい考えを示したが、党内の強い反発があったと産経新聞は報じた。3月に維新は暫定税率を来年4月から廃止する法案を単独提出したが、2025年5月には同年7月からの廃止を自公に提案し、青柳は自公が受け入れなければ協議を打ち切る可能性を示唆した。

### 第27回参議院議員通常選挙へ向けての動向
2025年7月までに施行される第27回参議院議員通常選挙に向けては、吉村は改選となる6議席以上を獲得目標とする考えを示した。2025年1月22日には吉村が改選定数1の「1人区」で野党候補を一本化するための「予備選」の制度案を公表し、野党各党への参加を呼び掛ける意向を示した。同月27日には維新の岩谷良平幹事長と共産党の小池晃書記局長が面会し予備選についての説明を受けたが、同日に小池は「国の根幹に関わる問題で正反対の政党が選挙協力するのは、国民的な納得が得られない」と述べ予備選への参加を拒否したと明らかにした。国民民主党も維新の提唱する予備選に否定的な立場を示す一方、立憲民主党の小沢一郎総合選対本部長代行は3月27日に岩谷と会談し、近畿地方の3選挙区で両党の候補者を一本化することで合意したと明らかにした。
また、従来維新が2議席を獲得していた大阪府選挙区では男女1名ずつの候補者を党内の予備選挙によって選出することとなった。予備選には男性候補者として大阪府議会議員の置田浩之、西野弘一（元衆議院議員）、杉江友介、前箕面市長の上島一彦、大阪市会議員の岡崎太の5名が、女性候補者として現職の梅村みずほ、大阪市会議員の佐々木理江（元タレント）、広田和美の3名がそれぞれ立候補した。3月10日の第1次選考の結果、男性候補者では杉江と岡崎、女性候補者では梅村と佐々木の各2名ずつに絞られた。最終選考となる4月8日の第2次選考の結果、党員の投票により男性候補者には岡崎、女性候補者には佐々木が選出され、現職の梅村は敗れる結果となった。その後、今回の予備選に関して、岩谷良平幹事長は「現時点では、今回に限った措置と考えている」と発言したことから、公認から外れた梅村はこれに反発する形で、予備選をめぐる党の「ガバナンス不全」を理由に日本維新の会を離れ、その後参政党に入党した。梅村は改選となる参院選では比例区に転出し、当選している。また、同じく予備選に立候補していた広田も離党するなど、候補者選考でも執行部の対応の拙さが露呈する形となり、内紛が表面化する様相を見せている。
2025年3月には港区議会で3人が離党したほか、滋賀県では前回の統一地方選でトップ当選した大津市議会議員が、教育無償化を実現する会の合流について党本部から説明が無かったことをなどを不服とし離党した。4月には神戸市議会で2人が離党し、2人は躍動の会に入党した。読売新聞の集計によれば維新の地方議員と首長は2年前の統一地方選後に810人を超えたが、2025年4月末時点で約1割減となる742人にまで減少した。
5月20日の党代議士会では、執行部が参院選の目標として掲げる「現有6議席獲得」について、前幹事長の藤田が再考を求めた。維新は2019年の参院選で10議席を獲得しており、その後衆院へのくら替えなどで議席が減った経緯があることから、藤田は実質的な現有議席は10だとし、「われわれは国政で第3党だ。高い目標を掲げて一致団結するからみんながまとまる。納得できない」と述べた。
6月1日、同日行われた千葉県松戸市長選挙において、千葉県議会議員時代に千葉県総支部に所属し、同選挙でも同支部からの支持を得ていた松戸隆政が当選した。首都圏（関東地方）における維新系首長の誕生は今回が初めてとなった。
6月6日、維新と立憲民主党は岐阜・和歌山の2選挙区で候補者を一本化したと発表した。インターネットと電話による世論調査の結果、優位な候補に一本化し、岐阜では維新が、和歌山では立憲が候補者を取り下げる。維新の提唱する候補者1本化に向けた予備選を巡っては、国民民主党が応じず、立憲も野党候補を1人に絞り切れない中での「予備選」に難色を示したため、国民民主と競合していない2選挙区で立憲とのみ候補者調整を行う運びとなった。
6月9日、日本維新の会は前年9月の斎藤元彦兵庫県知事に対する不信任決議以降の兵庫維新の会の対応を調査した報告書の一部を公表した。報告書では、県議団が判断すべき辞職勧告や不信任の決定について、複数の衆院議員らが衆議院選挙への影響を考え主導したことがガバナンスの欠如につながったと指摘。調査委委員長を務めた東徹衆院議員は記者会見で、県議らの情報漏洩問題について詳細には言及せず、「一連の流れの中で今回の総括に至った」と説明した。しかし、翌10日の代議士会では、幹事長として当時対応にあたった藤田が、「実態と全く違う。なんで全部知ってる僕に聞かないのか。おかしいじゃないですか」と、自身にヒアリングがなかったことに疑問を呈し、「あの報告書の出し方はフェアじゃないし、ガバナンス委員会のガバナンスが問われる」と抗議した。前執行部に近い浦野靖人衆院議員も、「今出ている報告書は撤回でいいか」と加勢し、会合後には報告書をまとめた現執行部の岩谷幹事長に詰め寄り報告書の撤回を求めたが、岩谷は撤回には応じなかった。
6月22日、東京都議会議員選挙の投開票が行われ、現職1人を含む6人を擁立した維新は公認候補が全員落選した。吉村は「小池都政が信任されたということだ。もう一つは我々の力不足だ。しっかりと都政の課題（に取り組み）、地道な活動をすることが重要だと思う」と述べた。都議選では国民民主党が9議席を、参政党が3議席を獲得し、維新とは対照的に一定の存在感を示した。維新内では現執行部が立憲民主党と参院選の候補者を一本化するなど接近していることで、第三極としての存在感の消失につながっているとの不満がくすぶっていると報じられた。
7月20日に参院選の投開票が行われ、維新は大阪で2議席、京都で初となる1議席を獲得した一方、前回・前々回はトップ当選だった兵庫では議席を失った。関西以外の選挙区では議席を獲得できず、獲得議席は比例区の4議席とあわせて計7議席となった。「6議席以上」としていた目標は達成したものの、2022年の前回参院選で得た12議席に比べると伸び悩んだ。非改選をあわせた参院の新勢力で国民民主党に抜かれ、野党第3党に転落。比例の得票数は野党で最多だった前回2022年の約785万票から約438万票に激減。吉村は同日の記者会見で「関西ではぎりぎり土俵際で踏ん張った。全国的には厳しい結果だ」と述べた。

### 参院選後の党内情勢
参院選後の7月21日に党創設者の橋下徹が民放番組において、副首都構想などの実現に向けて「（自公）連立（政権）に入ったらいい」と主張。同29日に大阪維新の会の府議団が行った会合でも連立入りに前向きな意見が複数の議員から出たという。一方で維新の執行部や国会議員団には、選挙で「ノー」の民意を突き付けられた自公政権と組むことに拒否感が強く、吉村は「現時点で連立の可能性はない」と述べるにとどめた。
維新は党規約により、大型選挙後に党代表選の実施を問う特別党員投票を実施するとしているが、吉村は7月22日の会見で、代表選の実施が決まった時点で「僕に対する不信任になる」とし、代表を引く考えを明言。反執行部の動きを牽制した。7月31日に党の両院議員総会が国会内で開かれ、前原共同代表ら執行部の責任を問う声も上がった一方、吉村本人への追及は鳴りを潜めた。吉村に代わる党の顔が見当たらない実情の裏返しであると産経新聞は報じた。総会後、前原は吉村に対し進退伺を提出したと明らかにした。8月4日の非公式会合で前原のほか、岩谷幹事長、阿部総務会長、漆間国対委員長の4幹部が辞意を伝達した。当初進退を吉村に委ねていた前原が辞任に踏み切った背景には、一部議員の間で共同代表選の実施を求める声が上がるなど「前原降ろし」の動きが拡大していたことから、吉村への波及を避ける狙いがあったと見られる。
8月5日の党役員会で、前原ら4幹部は辞意を正式表明した。同月7日の常任役員会で代表選挙の実施について所属議員らによる投票の開票結果、代表選は行わず、吉村洋文代表の続投が決定した。一方で、辞意を表明した前原誠司共同代表の後任を決める選挙に、衆議院議員で前幹事長の藤田文武、前回の代表選にも立候補した参議院議員の松沢成文、さらに衆議院議員の斉木武志の3人が立候補した。同月8日午後に両院議員総会を開き、国会議員による投票が行われ、藤田が国会議員57人中49票を集め、後任の共同代表に当選した。藤田は石破政権との自公連立政権入りに関しては否定的な見解を示し、将来的な連立入りの可能性に関しては「相当なハードルを越えないことにはたどり着かない」と慎重な姿勢を示した。
8月12日、吉村・藤田の新体制下での執行部人事を発表した。幹事長に中司宏、政調会長に斎藤アレックス、総務会長には高木佳保里をそれぞれ充てた。国会対策委員長には前執行部以来となる遠藤敬が再登板となった。また、選挙対策責任者に井上英孝、顧問に前代表の馬場伸幸と前共同代表の前原誠司が就く見通し。

## 名称
「維新」の名称は創設者の橋下が政界進出以来一貫して用いていた名称であり、大阪維新の会→日本維新の会→維新の党に続いての使用となっている。産経新聞によると、この「維新」の名称はもともと大前研一が代表を務めていた「平成維新の会」から引き継いだものとされている。維新の党の分裂から民主党・維新の党の合併までの間は、「維新」の名前を含む政党が2つ存在した。維新の党の消滅時、「大阪維新の会」・「維新の党」・「維新八策」の商標権がおおさか維新の会に返還されている。
その後も「おおさか維新の会」の名称で活動を続けていたが、「党名に『おおさか』を被せていては他地域への浸透の邪魔になる」との認識のもと、2016年8月23日に現名称に改称した。
なお、「おおさか維新の会」時代は、維新の党と区別するため、マスメディアによっては「お維」「お維新」の略記も用いられていた。
同名の政治団体として、奈良市議会議員の松下幸治が2016年4月に「日本維新の会」を設立させたが政党の日本維新の会と直接の関係はない。松下は2013年の奈良市議会議員選挙において友好団体である奈良維新の会から出馬し、トップ当選していた。翌年に奈良維新の会が解散すると、松下は2016年4月に政治団体の日本維新の会を設立。2017年7月の奈良市議会議員選挙に自身が代表を務める日本維新の会から出馬し、政党である日本維新の会と同名の団体が並ぶことになった。結果として、松下は政党である日本維新の会の候補を破り最下位で当選。これに対し、政党の日本維新の会代表を務める大阪府知事の松井一郎は「有権者に対するごまかし」、「姑息な手段だが民意」と述べた。松下は「有権者の関心を集めるために意図した、しかし政党である日本維新の会とは違うとポスターに書いた」と釈明した。松下の日本維新の会は2020年10月に解散した。
既存政党と同名の政治団体を届け出ることは政治資金規正法で禁止されているが、政党が既存の政治団体の名称を使用することは可能である。以前の日本維新の会という名称の政党は2014年に解散しており、現在の日本維新の会が2016年8月23日におおさか維新の会から変更されるまでの期間に届け出がなされていた。

## 政策

### 政治的立場
本党の政治的立場は保守ないし改革保守、中道保守とされている。批判的な立場からはポピュリズムと言われることもある。左派や韓国紙などからは安全保障面を中心に自民党より強硬で右翼的・タカ派的と評されることがある一方で、若年層を中心に中道やリベラルと位置づけられることもある。

### 基本政策
基本政策の主な内容は以下のとおりである。
1. 統治機構改革
  - 憲法を改正し、首相公選制、衆参統合一院制、憲法裁判所を導入
  - 地方自治体が国家の意思決定に関与できる新しい仕組みを創設
2. 地方分権
  - 大阪都構想、大阪副首都化、中央集権と東京一極集中の打破、道州制を実現
3. 既得権と戦う成長戦略
  - 規制緩和や労働市場の流動化によって産業構造を転換
4. 小さな行政機構
  - 自助、共助、公助の役割分担の明確化
  - 供給者サイドへの税投入よりも消費者サイドへの直接の税投入を重視
5. 受益と負担の公平
  - 受益と負担の公平を確保する税制度や持続可能な社会保障制度を構築
6. 現役世代の活性化
  - 現役世代と女性の社会参画を支援し、世代間の協力と信頼の関係を再構築
7. 機会平等
  - 国民全体に開かれた社会を実現し、教育と就労の機会の平等を保障
8. 法の支配
  - 「法の支配」「経済的自由主義」「民主主義」の価値観を共有する諸外国と連帯
  - 現実的な外交・安全保障政策を展開し世界平和に貢献
  - 国際紛争解決手段として国際司法裁判所等を積極的に活用

### 憲法改正案
時代や環境の変化に適した憲法改正に積極的であり、「幼児期から大学までの教育完全無償化」・「統治機構改革」・「憲法裁判所の設置」を三本柱とした憲法改正原案を2016年3月26日の党大会で決定している。具体的な改憲案を示したのは、自民党以外の現存する国政政党では維新が初めてである。
1. 教育完全無償化
  - 義務教育を定めた憲法第26条を改正し、「幼児期の教育から高等教育まで無償とする」と規定。さらに、「経済的理由によってその機会を奪われない」と明記する。
  - 幼稚園・保育園から大学院までの教育費を無償化する
2. 統治機構改革
  - 地方自治を定めた憲法第92条を改正し、「自治体は基礎自治体及び道州」とする
  - 道州には、法律に優先する条例を制定できる権利を付与する
  - 道州と基礎自治体には、独自に税率を決める課税自主権を付与する
3. 憲法裁判所の設置
  - 法令などの合憲性を判断する憲法裁判所を新設
  - 首相または衆議院、参議院いずれかの総議員の1/4以上の求めで訴えを提起できる

憲法9条改正については現行の条文及び解釈を維持して平和主義の原則も堅持するが、「9条の2」を新設して自衛隊の保持を明記するとしている。

### 皇位継承問題
古来から例外なく男系継承が維持されてきたことの重みを踏まえ、安定的皇位継承に向けて旧宮家の皇籍復帰等を選択肢に含めた国民的理解を広く醸成しつつ丁寧な議論を率先するとしている。
昭和22年に皇籍からの離脱を余儀なくされた「旧11宮家」の男系男子について「現在の憲法下において、皇籍を離脱するまで皇位継承資格を持っていた方々である」として、その皇籍復帰に前向きであり、安定的な皇位継承策に関する政府有識者会議の報告書にも案の一つとして盛り込まれた「旧宮家の男系男子の養子縁組などによる皇籍復帰案」を支持している。

### 外交
日米同盟を基軸とし、日米英豪印台など価値観を共有する海洋国家ネットワークで防衛力強化を図るとしている。
TPP11について覇権国家である中国の加盟希望については慎重かつ戦略的に対応し、イギリスや台湾などの参加を積極的に推進し、経済連携を深めるとともに経済安全保障強化を図るとしている。また国連安全保障理事会の常任理事国入りのための積極的な働きかけを展開するとしている。同時に、国際機関における要職に日本人を送り出し、財政的貢献だけでなく人的貢献を図り、日本のプレゼンスを向上させるとしている。
対中外交について国際社会の普遍的価値観を中国と共有できるよう、安全保障や経済における多国間協議の枠組みを活用し、戦略的互恵関係の基本原則に立脚した対話を重ねるが、昨今の香港やウイグル・チベット・ 内モンゴル問題のように、自由・民主主義・基本的人権の尊重・法の支配の観点から認められない事態が発生した場合は、毅然とした外交対応を行うとしている。またこのような中国における人権問題を初め、国際的に人権侵害が頻発している事態に鑑み、人権侵害を犯した個人・組織(団体)を対象とし、ビザ規制や資産凍結などの経済制裁を科す人権侵害制裁法の制定を検討するとしている。日本への安全保障上の脅威となる中国共産党の力による現状変更を抑止するため中国の「台湾統一」への動きについて台湾の意思を尊重して国内および日米両国間における台湾有事の際のルールを早期策定することを目指すとしている。また自衛隊と中国軍の偶発的な武力衝突等を回避するため、日中両国の防衛当局間の「海空連絡メカニズム」等の措置を取れるよう、自衛隊及び海上保安庁が体制を構築するとしている。また台湾の国際関係機関へのオブザーバー参加を後押しし、中国が直接支配を強めている香港については、自由で開かれた香港が維持されるよう国際社会と連携するとしている。尖閣諸島については、行政権の行使等を通じて実効支配力を強化することを目指すとしている。
対韓外交については旧朝鮮半島出身労働者問題や、日韓両国の領土・安全保障に関わる事態は日本の立場と国益に基づく毅然とした対応を取りながら、未来志向の日韓関係を構築するとしている。2019年9月3日から5日には、日韓関係が悪化していることを受け、下地幹郎ら日本維新の会国会議員団4名が関係改善を目的に韓国を訪れた。徴用工訴訟問題を巡っては、韓国政府が6月に日韓両国企業が出資を行い補償する案を提示したのに対し、日本政府はこれを拒否し、受け入れ可能な案を韓国側に提示するよう求めていたが、下地らは韓日議員連盟会長の姜昌一らと昼食会を開いた際、韓国政府案について「日本が納得できるような方向性で議論することが可能ではないか」との考えを示していた。
中東外交については歴史的に友好関係にあるアラブ諸国と関係を強化し中東和平の実現に向けて日本独自の役割を果たし貢献するとしている。対露外交は戦略的互恵関係を強化しつつ、日本固有の領土である北方領土の帰属問題を解決し平和条約の早期締結を目指すとしている。対北外交では核・ミサイル開発問題や拉致問題の即時解決に向けて米中韓など国際社会と連携して断固たる措置を実施するとしている。また、拉致問題については今世代で解決すべく、一日も早い拉致被害者全員の即時一括帰国に向けて外交努力を尽くすとしている。
ロシアによるウクライナ侵略をめぐっては3月1日に維新を含む与野党で「力による一方的な現状変更は断じて認められない」とするロシアへの非難決議をれいわ新選組を除く全会一致で採択した。一方で3月13日には国会議員団副代表で参議院議員の鈴木宗男が「原因を作った側にも幾ばくかの責任がある」と述べ、ウクライナ側にも責任があるとの認識を示した。代表の松井一郎は鈴木の発言を受けて「責任は全てプーチン大統領にある。ウクライナにはない」とした上で「（鈴木は）ロシアに対してじくじたる思いを持っている人で、ロシアに寄っているわけでは全くない」と述べ鈴木を擁護したと時事通信が報じた。

### 安全保障
防衛費のGDP比1%枠を撤廃し、テロ・サイバー・宇宙空間における防衛体制を強化するとしている。任務に応じた危険手当の創設など自衛隊及び自衛隊員の地位向上を目指すとしている。
また、極超音速ミサイル等、多様化する脅威に対処する抑止力として領域内阻止能力の保有を積極的に検討し、実際の保有を目指すとしている。2022年にロシア軍によるウクライナ侵攻が起きた後には、力による一方的な侵略に対する抑止力の強化と防衛力の増強が必要との観点から日本における核共有の検討や(軍事的な)有事における非核三原則の一部見直しに関する平時からの議論の促進を提起している。
また、2022年7月の参議院議員選挙に向けた公約では政権を目指す「責任政党」として、安全保障上の脅威に現実的に対応する考えも示した。防衛費をGDP比2%まで増額し、政府が保有を目指し、同党が保有を目指していた領域内阻止能力(敵基地攻撃能力)に対応する概念としてサイバーや宇宙空間を含め、防衛体制を総合的に強化及び中距離ミサイルや軍事用ドローン等の新装備を拡充する「積極防衛能力」の整備を図ると訴え、核保有国であるロシアが非核保有国であるウクライナに対して核兵器による威嚇という暴挙に出てきた深刻な事態を直視し、核共有を含む拡大抑止の充実に関する議論を開始することを掲げた。
アメリカCIAを模範とした「インテリジェンス」機関を創設し、諸外国並のスパイ防止法を制定して情報安全保障を強化するとしている。
防衛施設周辺や国境離島の土地が外国人・外国企業に買収され安全保障上の脅威になっていることに鑑み、安全保障上重要な土地等の取引等は規制を強化するとしている。

### エネルギー
2021年の衆院選公約では既存の原発は市場原理のもとでフェードアウトさせることを目指すとともに、再生可能エネルギーの割合を拡大させ、2050年までのカーボンニュートラルを達成するなどとしていた。
2022年に起きたロシアによるウクライナ侵攻後は電気料金の値上がりを抑えるためとして運転計画前倒しが可能な原発の再稼働を主張し、具体的にはすでに安全対策工事が終わっている関西電力の高浜原発1号機および2号機、美浜原発3号機の3基を対象に挙げた。

### 統合型リゾート（IR）推進法
大阪（夢洲）は統合型リゾート候補地に名乗りをあげているが、2016年12月の「特定複合観光施設区域の整備の推進に関する法律」の参議院本会議の採決及び衆議院本会議の採決に賛成し成立した。

### 2025年大阪万博誘致活動
2025年の国際博覧会（大阪・関西万博）を大阪に誘致することを政策として目指し、誘致を実現した。

### G20大阪サミット招致
2019年6月開催のG20大阪サミットの開催地の決定をめぐっては、2025年の大阪万博に向けた国際的なアピールにつながるとして日本維新の会が大阪招致を推進しており最終的に大阪が開催地となった（他に福岡市が立候補していた）。G20大阪サミットの開催に当たって大阪府は大阪市や関西経済界とともに任意団体「2019年G20大阪サミット関西推進協力協議会」を設立した。

### 自民・公明両党と共同歩調を取った法案
「テロ等準備罪」の趣旨を盛り込んだ組織的犯罪処罰法改正案、水道のコンセッション(公有民営)を可能にする水道法改正案、外国人労働者の受け入れを拡大する出入国管理法改正案や、日米貿易協定。自衛隊基地や原発など安全保障上重要な施設周辺の土地利用を規制する重要土地等調査法、重要物資のサプライチェーン強化などを目指す経済安保法など自公連立政権が提出した法案にも多く賛成している。

## 組織
日本維新の会の組織の特徴として日本の他の政党と違い、組織が各地方議員団、国会議員団と別組織の扱いになっており、国会議員団は各地方議員団と組織上は対等な関係になっている。つまり、日本維新の会の代表と国会議員団の代表は別となる。
本部である「日本維新の会」の傘下に各都道府県総支部を束ねる全国維新連絡会が置かれる（党規約21条1項）。

### 都道府県総支部
| 都道府県                 | 都道府県                   | 代表           |
| 北海道ブロック           | 北海道ブロック             | 北海道ブロック |
| ------------------------ | -------------------------- | -------------- |
|                          | 日本維新の会北海道総支部   | 守島正         |
| 東北ブロック             |                            |                |
|                          | 日本維新の会 秋田県総支部  | 伊東信久       |
|                          | 宮城維新の会               | 伊東信久       |
|                          | 日本維新の会福島県総支部   | 井上英孝       |
| 北関東ブロック           |                            |                |
|                          | 茨城維新の会               | 石井章         |
|                          | 栃木維新の会               | 中司宏         |
|                          | 群馬維新の会               | 中司宏         |
|                          | 埼玉維新の会               | 高橋英明       |
| 東京ブロック             |                            |                |
|                          | 東京維新の会               | 阿部司         |
| 南関東ブロック           |                            |                |
|                          | 千葉維新の会               | 藤巻健太       |
|                          | 神奈川維新の会             | 松沢成文       |
| 北陸信越ブロック         |                            |                |
|                          | 新潟維新の会               | 柴田巧         |
| 富山維新の会             |                            | 柴田巧         |
| 石川維新の会             |                            | 柴田巧         |
| 福井維新の会             | 井上英孝                   |                |
| 日本維新の会長野県総支部 | 手塚大輔                   |                |
| 東海ブロック             |                            |                |
|                          | 日本維新の会静岡県総支部   | 東徹           |
|                          | 日本維新の会岐阜県総支部   | 東徹           |
|                          | 日本維新の会三重県総支部   | 東徹           |
|                          | 愛知維新の会               | 守島正         |
| 近畿ブロック             |                            |                |
|                          | 日本維新の会滋賀県総支部   | 東徹           |
|                          | 京都維新の会               | 前原誠司       |
|                          | 日本維新の会大阪府総支部   | 吉村洋文       |
|                          | 兵庫維新の会               | 金子道仁       |
|                          | 日本維新の会奈良県総支部   | 山下真         |
|                          | 日本維新の会和歌山県総支部 | 井上英孝       |
| 中国ブロック             |                            |                |
|                          | 岡山維新の会               | 池下卓         |
|                          | 日本維新の会鳥取県総支部   | 池下卓         |
|                          | 広島維新の会               | 空本誠喜       |
| 四国ブロック             |                            |                |
|                          | 日本維新の会香川県総支部   | 池下卓         |
|                          | 徳島維新の会               | 池下卓         |
| 九州ブロック             |                            |                |
|                          | 福岡維新の会               | 天野浩         |
|                          | 日本維新の会熊本県総支部   | 奥下剛光       |
|                          | 日本維新の会宮崎県総支部   | 奥下剛光       |
|                          | おおいた維新の会           | 奥下剛光       |
|                          | 長崎県総支部               | 奥下剛光       |
|                          | 日本維新の会沖縄県総支部   | 奥下剛光       |

- 計37都道府県で設立。

### 党員
年会費は2000円。機関紙『日本維新』が年4回送られる。

### ダイバーシティ推進局
日本維新の会ダイバーシティ推進局は、多様な価値観を認め合う社会の実現を目指す局である。局長高木かおり。旧女性局と旧青年局が統合されたもの。

### 学生局
日本維新の会学生局は、日本維新の会の学生局である。

#### 学生部
日本維新の会学生部（にっぽんいしんのかい がくせいぶ）は、日本維新の会の学生部である。略称は、維新学生部、ISHIN STUDENTS。
2016年7月の参議院議員選挙後に設立。党員に限らず入部可能。関西・関東・中部・九州・広域の5つの支部組織として活動しており、部員は全国で70名を超える。活動理念は「政治を学ぶ」、「現場を知る」、「インターネットの活用」としており他党の学生部と比べ、選挙活動への動員を強制しない事や、オンライン活動の重視などを掲げている。

## 役職

### 歴代代表一覧
| 代 | 画像 | 代表     | 在任期間                       | 備考 |
| -- | ---- | -------- | ------------------------------ | --- |
| 1  |      | 橋下徹   | 2015年11月2日 - 2015年12月12日 | 当時の党名は「おおさか維新の会」。                                                                      |
| 2  |      | 松井一郎 | 2015年12月13日 - 2022年8月27日 | 馬場伸幸が共同代表を務める。以前の共同代表に片山虎之助。 参院選での会見で代表を辞任。                   |
| ３ |      | 馬場伸幸 | 2022年8月27日 - 2024年12月1日  | 松井一郎の辞任による代表選で選出。 第50回衆議院議員総選挙後に実施された代表選において不出馬。           |
| ４ |      | 吉村洋文 | 2024年12月1日 - 現在           | 馬場の後任を決める代表選で選出。 また大阪府知事を兼任しているため国会対応は共同代表の藤田文武が務める。 |

### 党役員
2025年8月現在。

#### 常任役員
| 役職名                       | 氏名           | 所属       | 地域支部       |
| ---------------------------- | -------------- | ---------- | -------------- |
| 代表                         | 吉村洋文       | 大阪府知事 | 大阪維新の会   |
| 共同代表                     | 藤田文武       | 衆議院議員 | 大阪維新の会   |
| 顧問・維新政治塾名誉塾長     | 浅田均         | 参議院議員 | 大阪維新の会   |
| 副代表                       | 横山英幸       | 大阪市長   | 大阪維新の会   |
| 幹事長・選対本部長           | 中司宏         | 衆議院議員 | 大阪維新の会   |
| 幹事長代行                   | 杉江友介       | 大阪府議   | 大阪維新の会   |
| 幹事長代理                   | 金村龍那       | 衆議院議員 | 神奈川維新の会 |
| 政務調査会長・維新政治塾長   | 斎藤アレックス | 衆議院議員 | 滋賀維新の会   |
| 政務調査会長代行             | 岡崎太         | 参議院議員 | 大阪維新の会   |
| 総務会長・全国維新連絡会会長 | 高木かおり     | 参議院議員 | 大阪維新の会   |
| 総務会長代行                 | 佐々木理恵     | 参議院議員 | 大阪維新の会   |
| 改革実行本部長               | 東徹           | 衆議院議員 | 大阪維新の会   |
| 選対本部長代行               | 守島正         | 衆議院議員 | 大阪維新の会   |
| 常任役員                     | 辻淳子         | 大阪市議   | 大阪維新の会   |
| 常任役員                     | 山下真         | 奈良県知事 | 奈良維新の会   |
| 常任役員                     | 森和臣         | 大阪府議   | 大阪維新の会   |
| 常任役員                     | 宮本一孝       | 門真市長   | 大阪維新の会   |

#### 非常任役員
| 役職名     | 役職名     | 氏名     | 所属         | 地域支部     |
| ---------- | ---------- | -------- | ------------ | ------------ |
| 非常任役員 | 非常任役員 | 三木圭恵 | 衆議院議員   | 兵庫維新の会 |
| 非常任役員 | 非常任役員 | 松尾勇臣 | 奈良県議議員 | 奈良維新の会 |

#### 顧問
| 役職名 | 役職名 | 氏名   | 所属       | 地域支部     |
| ------ | ------ | ------ | ---------- | ------------ |
| 顧問   | 顧問   | 浅田均 | 参議院議員 | 大阪維新の会 |

#### 役員
| 役職名                 | 役職名                 | 氏名       | 所属       | 地域政党     |
| ---------------------- | ---------------------- | ---------- | ---------- | ------------ |
| 党紀委員長             | 党紀委員長             | 横倉靖幸   | 大阪府議   | 大阪維新の会 |
| 会計監査人代表         | 会計監査人代表         | 萩原佳     | 衆議院議員 | 大阪維新の会 |
| 会計監査人             | 会計監査人             | 高見亮     | 大阪市議   | 大阪維新の会 |
| 〃                     | 〃                     | 札場泰司   | 堺市議     | 大阪維新の会 |
| 選対本部長代理         | 選対本部長代理         | 中司宏     | 衆議院議員 | 大阪維新の会 |
| 副選対本部長           | 副選対本部長           | 石井章     | 参議院議員 | 茨城維新の会 |
| 〃                     | 〃                     | 奥下剛光   | 衆議院議員 | 大阪維新の会 |
| 〃                     | 〃                     | 池下卓     | 衆議院議員 | 大阪維新の会 |
| 〃                     | 〃                     | 柴田巧     | 参議院議員 | 富山維新の会 |
| 〃                     | 〃                     | 伊東信久   | 衆議院議員 | 大阪維新の会 |
| 学生局長               | 学生局長               | 阿部圭史   | 衆議院議員 | 兵庫維新の会 |
| ダイバーシティ推進局長 | ダイバーシティ推進局長 | 高木佳保里 | 参議院議員 | 大阪維新の会 |
| 国際局長               | 国際局長               | 杉本和巳   | 衆議院議員 | 愛知維新の会 |
| 副幹事長               | 副幹事長               | 梅村聡     | 参議院議員 | 大阪維新の会 |
| 〃                     | 〃                     | 石井苗子   | 参議院議員 | 東京維新の会 |
| 〃                     | 〃                     | 池畑浩太朗 | 衆議院議員 | 兵庫維新の会 |
| 〃                     | 〃                     | 黒田征樹   | 衆議院議員 | 大阪維新の会 |
| 広報局長               | 広報局長               | 守島正     | 衆議院議員 | 大阪維新の会 |
| 財務局長               | 財務局長               | 池下卓     | 衆議院議員 | 大阪維新の会 |
| 副政調会長             | 副政調会長             | 藤田暁     | 大阪市議   | 大阪維新の会 |

### 国会議員団役員
2025年8月19日現在
| 代表               | 藤田文武       | 大阪維新の会   |
| 幹事長             | 中司宏         | 大阪維新の会   |
| 幹事長代行         | 高木佳保里     | 大阪維新の会   |
| 幹事長代理         | 梅村聡         | 大阪維新の会   |
| 幹事長代理         | 金村龍那       | 神奈川維新の会 |
| 代表幹事長室室長   | 阿部圭史       | 兵庫維新の会   |
| 政務調査会長       | 斎藤アレックス | 滋賀維新の会   |
| 政務調査会長代行   | 阿部司         | 東京維新の会   |
| 国会対策委員長     | 遠藤敬         | 大阪維新の会   |
| 国会対策委員長代行 | 柴田巧         | 富山維新の会   |
| 国会対策委員長代理 | 奥下剛光       | 大阪維新の会   |
| 両院議員総会長     | 高橋英明       | 埼玉維新の会   |
| 代議士会長         | 美延映夫       | 大阪維新の会   |
| 参議院会長         | 浅田均         | 大阪維新の会   |
| 参議院幹事長       | 猪瀬直樹       | 東京維新の会   |
| 党選対委員長       | 井上英孝       | 大阪維新の会   |
| 党選対委員長代行   | 浦野靖人       | 大阪維新の会   |

## 党勢

### 衆議院
| 選挙       | 年     | 代表     | 当選/候補者 | 定数 | 議席占有率 | 得票数（得票率）   | 得票数（得票率）   | 備考                                   |
| 選挙       | 年     | 代表     | 当選/候補者 | 定数 | 議席占有率 | 選挙区             | 比例代表           | 備考                                   |
| ---------- | ------ | -------- | ----------- | ---- | ---------- | ------------------ | ------------------ | -------------------------------------- |
| （結党時） | 2015年 | 橋下徹   | 13/-        | 475  | 2.74%      |                    |                    | 入党+2、離党-1                         |
| 第48回     | 2017年 | 松井一郎 | 11/52       | 465  | 2.37%      | 1,765,053 (3.18%） | 3,387,097 (6.07%)  | 補選当選+1、離党-2                     |
| 第49回     | 2021年 | 松井一郎 | 41/96       | 465  | 8.82%      | 4,802,793 (8.36%)  | 8,050,830 (14.01%) | 離党-1、補選当選+1、辞職-1、繰上当選+1 |
| 第50回     | 2024年 | 馬場伸幸 | 38/164      | 465  | 8.17%      | 6,048,103 (11.15%) | 5,105,127 (9.36%)  |                                        |

### 参議院
| 選挙       | 年     | 代表     | 当選/候補者 | 非改選 | 定数 | 議席占有率 | 得票数（得票率）    | 得票数（得票率）    | 備考                                       |
| 選挙       | 年     | 代表     | 当選/候補者 | 非改選 | 定数 | 議席占有率 | 選挙区              | 比例代表            | 備考                                       |
| ---------- | ------ | -------- | ----------- | ------ | ---- | ---------- | ------------------- | ------------------- | ------------------------------------------ |
| （結党時） | 2015年 | 橋下徹   | 6/-         | -      | 242  | 2.48%      |                     |                     | 入党+3、離党-2                             |
| 第24回     | 2016年 | 松井一郎 | 7/28        | 5      | 242  | 4.96%      | 3,303,419（5.84%）  | 5,153,584（9.20%）  | 離党-1、入党+2                             |
| 第25回     | 2019年 | 松井一郎 | 10/22       | 6      | 245  | 6.53%      | 3,664,530（7.28%）  | 4,907,844（9.80%）  | 離党-1                                     |
| 第26回     | 2022年 | 松井一郎 | 12/46       | 9      | 248  | 8.47%      | 5,533,657（10.41%） | 7,845,995（14.80%） | 離党-3、死去-1、繰上当選+3、入党+1、辞職-3 |
| 第27回     | 2025年 | 吉村洋文 | 7/28        | 12     | 248  | 7.66%      | 3,451,834（5.84%）  | 4,375,926（7.39%）  |                                            |

### 地方政治
- 2023年12月31日現在[3]
  - 都道府県議会：74人
  - 市区町村議会：409人

上記は日本維新の会公認で当選した地方議員の数であり、大阪維新の会での当選者は含まれない。
なお、愛媛県議会には会派「愛媛維新の会」があるが、現在の日本維新の会とは協力関係にはない。

## 他党との関係

### 自由民主党
自公連立政権の政策には是々非々で臨む路線をとり、第190回国会（2016年度上半期）では、政府提出の給与法改正案には反対、いわゆる「0増6減」の衆院選挙制度改革関連法案には賛成、共産党・社民党・民進党・生活の党共同提出の安倍内閣不信任決議案には反対するなどした。
ただし、大阪都構想、大阪府政・大阪市政運営などを巡っては、自民党大阪府連と対決姿勢を鮮明にしており、大阪都構想の住民投票、大阪府知事・大阪市長のダブル選挙では、維新に対抗するために自民党と共産党による事実上の自共共闘が行われた。国政選挙でも自民党との選挙協力などは沖縄県の一部選挙区（参院沖縄選挙区や、2019年沖縄3区補欠選挙）を除き行われておらず、各選挙区では自民候補と維新候補は競合関係にある。
また、第24回参院選では県を超えた合区（合同選挙区）がなされたが、自民党では地方の声が国政に届きにくくなるとの懸念から参議院選挙制度改革について「都道府県から少なくとも1人が選出されることを前提として、憲法改正を含めそのあり方を検討する」と公約したのに対し、維新はそもそも基本政策で一院制を主張しており、合区解消のための改憲について松井は「自民党の党利党略、個人の議席確保のための話だ。地域代表にしたかったら、（合区した）徳島・高知（両県）を合併したらいい」と述べて批判した。
第198回国会では、参院予算委員長である金子原二郎の解任決議案を共産党や立憲民主党などと共同で提出した一方で、財務大臣である麻生太郎の問責決議案には反対し、戒告決議案の提出に留める対応を取った。
なお、橋下は元総理で元自民党総裁の安倍晋三個人とは親しく、前身の旧日本維新の会結党時には当時野党の一議員であった安倍を代表として招聘しようとしたことがある（直後に安倍が自民党総裁に返り咲いたことで立ち消えになる）。大阪都構想に絡み、自民党大阪府連と全面対決になって以降も親交は続いており、松井や官房長官の菅義偉らを交えた会談も度々おこなわれていた。他方、安倍・菅の後に内閣総理大臣に就任した岸田文雄（宏池会）とは関係が近くないとされ、岸田の総理就任後、吉村洋文知事が初めて公式に会ったのは1年以上後の2022年12月だった。読売新聞はこうした政権との距離感の変化が大阪万博の海外パビリオン建設遅延問題で大阪府市が存在感を発揮できていない原因と指摘している。また、伊吹文明元衆院議長（志帥会）は維新を批判しており、このように自民党内でも派閥によって対応は大きく意見が分かれている。
維新の自公連立政権への参加については、馬場伸幸代表は2022年9月13日の記者会見で「基本は、単独での政権政党を目指す」としつつ、「政治の世界は一寸先は闇だ。可能性はゼロではない」と述べ、含みを持たせた。2023年5月23日のネット番組では幹事長の藤田文武が「安易に自民党に取り込まれたら一瞬で維新の存在意義はなくなる。連立は100%ない」と述べ、衆院選で自公両党が過半数割れした場合でも連立入りを否定したが、同年8月6日には馬場が「選挙を経て2党で政権を維持できない場合、交渉のやり方やいろんな余地が出てくる」と述べ連立交渉を排除しない考えを改めて示した。

### 公明党
維新は大阪市会および堺市議会において、母体の大阪維新の会が過半数を取れていないこともあり、公明党との間では大阪府政・大阪市政への協力を条件に、大阪府の4小選挙区（大阪3区・大阪5区・大阪6区・大阪16区）と兵庫県の2小選挙区（兵庫2区・兵庫8区）に維新が候補者を擁立しないという形の「共生関係」が築かれており、国政政党の中では最も協調的であった。また、前身の旧維新時代には、上記の関西圏6小選挙区の公明党候補に対して推薦が出されたこともある。
維新が掲げる大阪都構想に対しては、2015年の1度目の住民投票では公明党は反対運動を展開したが、2020年の2度目の住民投票では衆院小選挙区での対決を回避する狙いから賛成に転じ、山口那津男代表が松井一郎・吉村洋文らとの合同街頭演説に臨み、「賛成」を呼びかけた。
一方、統一地方選後の2023年4月9日、維新の馬場代表は公明党との関係について、「統一地方選の結果に関わらずリセットする。現状、他党にお願いすることはない」と述べた。6月25日に維新は公明が持つ大阪・兵庫の6小選挙区での候補者擁立を表明。水面下では公明側から大阪の2小選挙区を維新に譲る案を提示されたほか、公明党の支持母体である創価学会は東京で維新候補を支援する代わりに、関西6選挙区で維新が擁立を見送る案を打診してきたが、維新側は統一選での躍進から、協力関係の解消に踏み切った。
政治学者の岡野裕元は、維新が公明党と「よく似ている」と指摘する。両党の共通点としては、「カリスマの党創立者（維新は橋下徹、公明党は池田大作）」の存在のほか、「地方議会を足場に国政に進出した歴史」、「国・地方議員がフラットな関係に立つ党内文化」、「政策面の立ち位置において自民党と親和性がある」「教育や福祉分野に強い関心を有している」といった点があげられる。また、維新の母体である大阪維新の会が地域政党、首長政党として関西圏の多くの人々から支持を得ているのに対し、公明党の支持母体である創価学会も伝統的に関西圏に地盤を有しており、その選挙の強さから「常勝関西」とも呼ばれている。岡野は公明党のライバルは同じ組織政党であり、支持者層も重なり合う日本共産党であるとされているが、令和期においては、上記の類似性の観点から、維新が新たなライバルと言ってもよいと指摘している。

### 民進党・（新・旧）立憲民主党
民進党および同党のリベラル系議員らによって結成された（旧）立憲民主党とは、政策的距離の遠さ、維新の党分裂時の経緯、かつての安倍政権との距離感の違い、支持母体である自治労や日教組などの公務員労組や左派系大衆団体に批判的であることなどから、対立関係にある。
一方で、衆議院議員の谷畑孝はかつての社会党、自治労、部落解放同盟出身であるほか、副代表の今井豊も部落解放同盟から支援されていた。また、元民主党参院議員で、自治労の支援を受けていた梅村聡が維新の公認候補となっている例もあり、このように内実は是々非々な面もある。
国会質疑において、維新所属議員の発言には民進党・立憲民主党への批判が盛り込まれることが多く、とりわけ衆院議員の足立康史は2016年4月の総務委員会における「（安保法廃止法案をもって対案だと言っている）民進党は国会の恥。あほ、ばか、どうしようもない政党」「（熊本地震対応で）民進党は何やってるか。足引っ張ってるんですよ、足を。ふざけるなよ、お前らホンマに」などの度重なる暴言で、民進党側から三度に渡り懲罰動議が提出される事態となっている。
2016年参院選をめぐっても、維新は民進党以下他の野党との選挙協力を拒否し独自候補を擁立する方針で臨み、それに対し民進党幹事長の枝野幸男が「邪魔だ」と公言するなど両党の対立は深刻であった。
しかし2022年9月21日に国会法改正案の提出を初め、6項目について限定的に共闘することで合意するなど「水と油」と言われていた両党は一転して接近する形となった。ただし、外交・安全保障やエネルギー、改憲議論に対するスタンスなど、両党の基本政策の溝が指摘され、また、維新の前代表である松井一郎が選挙協力する可能性については全面的に否定した。

### 希望の党・（新・旧）国民民主党
希望の党代表を務めた東京都知事の小池百合子とは共通の政策ブレーンを抱えており、前述の通り第48回衆議院総選挙で東京・大阪で候補者の棲み分けを行ったほか、維新幹事長の馬場は総選挙後の連立協議についても「可能性は否定しない」と述べた。しかし、小池退任後に希望が民進党との統一会派結成に動き出したことを受け、民進と希望では公約が異なるとし希望の党の対応を批判した。
希望の党側で民進党との連携に反対していた参院議員団代表の松沢成文（当時）らは「より考えの近い日本維新の会や無所属と組んだほうがやりやすい」と述べ、維新との連携を探る意向を表明した。その後民進党との合流の賛否を巡り希望の党が分裂。新たに松沢ら保守系議員が立ち上げた（新）希望の党では、働き方改革関連法案や国民投票法改正案などで維新と共同歩調をとった。2018年10月には参院での統一会派結成を希望の党が打診し両党で調整し、平成31年1月23日に統一会派を結成するなど、友党関係にあった。
一方、（旧）希望の党の大部分は民進党と合流し国民民主党を結成。馬場は国民民主党に対して、党首討論で森友・加計問題ではなく国際情勢について質疑したことに触れ、「この路線を継続すれば連携していける部分は出てくる」と一定の評価をした。
2020年に結成された新・立憲民主党に合流しなかった新・国民民主党とは、更に距離が縮まっていた。特に2021年に行われた第49回衆議院議員総選挙後は新・国民民主が11議席、維新が41議席を獲得。この2会派を合わせると52議席となり、予算を伴う法律案を提出するために必要な50議席を超えるため、共同で法案を提出する動きも見られるようになった。国民民主党からの持ちかけにより、『トリガー条項』の凍結解除によるガソリン減税法案を提出する目的で維新と協力する方針を、2021年11月に国民民主党代表の玉木が述べた。
しかし、その後に国民民主党が政府提出の2022年度本予算案に賛成したことから、代表の松井一郎は「与党になるというなら、もう連携はできない」と批判。両党の距離が遠のいた。
このように、両党の距離が遠のいていた最中、4月20日には国民民主と維新との間で京都選挙区と静岡選挙区において候補者の相互推薦に関する合意が交わされ、京都で国民民主が維新の新人候補を推薦する一方、静岡では国民民主会派に所属する現職の山﨑真之輔を維新が推薦する予定であったが、その後、相互推薦の文書内に記載されていた「政権交代を実現する」という文言に関して、国民民主側で党内手続きを経なかったことで党内から異論が噴出し、維新側に修正を求めたが応じなかったため、5月2日に正式に相互推薦を白紙撤回することとなった。その上で改めて国民民主は京都選挙区の維新の候補について推薦することとなったが、相互推薦とは別としている。
国民民主党内では代表の玉木雄一郎が他党との選挙協力に否定的な見解を示す一方、前原誠司代表代行が維新や立憲内の保守系議員との連携に意欲を示すなど温度差があり、また、維新が掲げる「解雇の金銭解決」には、国民民主を支える民間労組にも反対論が根強いとされる。

### 日本共産党
前代表である橋下が「僕は酢豚のパイナップルと共産党だけは大っ嫌い。どう考えても、共産党とは一緒にやっていけない」と公言していたように、日本共産党とは激しい対立関係にある。
共産党もしんぶん赤旗で維新に対して繰り返し批判を行い、大阪府下の首長選挙においては維新候補を落選させるために共産党が自民党系候補に相乗りする異例の自共共闘がしばしば行われている。
一方で、地方選挙においては「反自民」という利害の一致からか共産党と維新が共闘する事例（維共共闘）もある。2017年の浦添市長選挙では、沖縄県知事の翁長雄志や、共産党・社民党などのオール沖縄勢力が推す新人候補を維新も支持した。2021年の千代田区長選挙では、1月19日に共産党が五十嵐朝青候補の自主支援を発表。これに対し維新も同23日に五十嵐への推薦を発表し、支援レベルは異なるものの、同じ候補を応援することとなった。

### れいわ新選組
れいわ新選組は政策として政府の積極財政（大きな政府）を主張することから、緊縮財政・小さな政府を目指して身を切る改革を掲げる維新とは対立している。
また、れいわ新選組は衆院大阪5区の支部長に2008年に当時大阪府知事であった橋下徹が最初に行った職員朝礼の時に、橋下に直接抗議した大石晃子（元大阪府職員）を任命した。
2020年に住民投票が行われた大阪都構想に対しても、代表の山本太郎や大石が反対している。
翌2021年に行われた第49回衆議院議員総選挙では、大石が比例近畿ブロックで28議席中最下位の28位でれいわ新選組が議席を確保したことから、大石が当選（比例復活）した。山本や大石の当選後も、橋下や維新の議員らと山本や大石らとの間での論戦が続いており、大石の言論を起因とする橋下と大石および大石が寄稿した日刊ゲンダイの間で法廷闘争に発展している。

### 政治家女子48党（旧称：NHK党）
2019年参議院選挙で国政政党化した政治家女子48党（旧称：NHK党、NHKと裁判している党弁護士法72条違反で、NHKから国民を守る党、以下、N党）はNHKのスクランブル化を公約に掲げており、一部スクランブル化を主張する維新とは主張が近い部分がある。
松井はN党党首（当時）の立花孝志がNHK受信料を支払わない意向を示していることに対し、「NHKが現職国会議員の受信料不払いを認めるなら、大阪市も（受信料の支払いを）やめさせてもらう」と述べた。一方で、幹事長の馬場は「ルールはルールとして守っていくと。そういう中で、立法府の人間として法律を変えるなりすることが本筋だと思う」とN党の対応を批判し、松井の不払い発言については「例えの話だと思う」との認識を示した。
また、N党には維新を除名された丸山穂高が入党したが、これについて松井は「全く興味がありません。僕がそのことで怒りを爆発することが損です。ろくなもんじゃない」と述べた。
現在、N党の立花は自身の動画などで、維新側の政治資金の使い方に関して追及することもある。

### その他の政党
次世代の党・日本を元気にする会・新党改革の3党は、2015年に平和安全法制に賛成したことから共産党や民主党などの野党協議の枠組みから外されており、和田政宗ら一部の所属議員は埋没を避けるため、3党におおさか維新を加えた4党での統一会派結成に意欲を示した。かつて路線対立により維新から分裂して結党された次世代の党は、2015年の大阪ダブル選挙で日本を元気にする会と共に維新候補を支持し、維新との関係修復を図る動きを見せたが、維新側は過去2回にわたる分裂の経緯もあり難色を示したため、統一会派は実現しなかった。
その後次世代の党は党名を「日本のこころ」に改め、2017年には自民党と統一会派を組み行動を共にするようになり、同年の堺市長選挙では維新の候補を支持せず、自民党などと共に対立候補に推薦を出した。新党改革は2016年に、日本のこころと日本を元気にする会は2018年に解散した。

### 地域政党
- 愛知県の地域政党「減税日本」は、早くから共闘の意向を示していた。しかし、旧日本維新の会時代の2012年の衆院選では当時の代表であった橋下が減税日本の維新への合流に強く反対した[423]。おおさか維新の会結党後は、松井の「結集」への呼び掛けもあり、2016年参院選の際にも合流構想が浮上したが、当時の「おおさか維新の会」という党名に難色を示した減税日本側の意見もあって合流できず[424]、2016年7月の参院選では、両党の「共同公認」候補として愛知選挙区（改選数4）に奥田香代を擁立した（6位落選）。選挙後におおさか維新の会が「日本維新の会」に党名変更したため、減税側も合流へ前向きな姿勢を示していた[425]が、合流は実現せず、その後減税は東京都知事の小池百合子及び小池率いる都民ファーストの会に接近しだし、第48回衆議院総選挙では減税日本系候補2人は希望の党から出馬した[426]。2019年参院選では両党の連携が復活し、新人で元フリーアナウンサーの岬麻紀を愛知選挙区から共同公認（届出上は維新公認）で擁立したが、5位で落選した。2021年には愛知県知事リコール署名偽造事件を機に両党は一時疎遠となり、減税日本代表で名古屋市長の河村たかしは参院議員の上田清司が結成を目指す新党との連携を模索したが、新党の結成が見送られたため連携は実現しなかった[427]。2022年2月には愛知県議補選（豊橋市選挙区）で減税の候補者が維新の県組織「愛知維新の会」の推薦を受けて当選。翌月には県議会の会派名を「減税日本」から「減税維新」へと改めた[428]。同年7月の第26回参議院議員通常選挙では減税の幹事長を務めた広沢一郎を維新との共同公認で擁立したが、落選。同11月には翌年の第20回統一地方選挙での選挙協力を巡る両党の協議が決裂し、維新の特別党員として所属していた広沢や減税日本の県議らが維新を離党した[429]。
- 沖縄県の地域政党の政党そうぞうは、2015年3月19日、そうぞう所属の沖縄県議と市町村議員（計20人）がそうぞうを離党して「維新の党沖縄県総支部」に合流することを発表した。衆議院議員の下地幹郎のみ離党せず、そうぞうの代表に就任して、維新とそうぞうの二重党籍になった[430]。維新の党分裂においても沖縄県総支部はおおさか維新の会側に付いている。そうぞう出身者としては下地のほか、儀間光男も日本維新の会の党籍を持つ形で国会議員となっていた。2016年7月の第24回参議院議員通常選挙では維新の会と政党そうぞうは自民党の島尻安伊子を推薦した（落選）。しかし、下地が2020年1月に日本維新の会を除名されたことを受け、儀間ら日本維新の会の沖縄県総支部は支部の解散を全会一致で決定し、離党したため、協力関係は解消した[431]。その後2023年9月6日に維新は下地の除名処分を事実上撤回したと発表[432]。これを受け同年10月16日には下地に近い10人の沖縄県内の地方議員が維新に入党・復党すると発表。一方で下地自身の復党については否定した[433]。
- 北海道の地域政党の新党大地とは2019年4月の第19回統一地方選挙において、維新の6候補を大地が、大地の2候補を維新が相互推薦するという選挙協力を行った。6月20日には大地代表の鈴木宗男が、同年夏の第25回参議院議員通常選挙に日本維新の会から比例代表で出馬する意向を表明[434]。鈴木は維新の比例区ではトップ当選し、9年ぶりに政界復帰した。しかし、2023年10月10日には鈴木宗男が日本維新の会を離党。鈴木は党のルールで定められた事前の届け出がないまま同月1日～5日にロシアを訪問しており、維新は鈴木を除名処分とすることを予定していたが、鈴木の離党表明を受け処分は見送られた[435][436]。この時点で道内の維新の地方議員は北海道議会1名、札幌市議会5名、千歳市議会に1名おり、いずれも各議会で「維新・大地」など両党名を冠した会派名で活動していたが[437]、11月2日には脇元繁之札幌市議が維新を離党すると表明。残る4人は会派名から「大地」の文言を削除した上で活動を続ける方針で、札幌市議会では両派が分裂することとなった[438]。
- 東京都を中心に活動する地域政党のあたらしい党は2018年11月に東京都議会で維新と統一会派を結成[439]。翌年6月11日には参院選にあたらしい党代表の音喜多駿が東京選挙区（改選数6）から維新公認で出馬することが発表され[440]、参院選で音喜多は5位で当選した。音喜多の都議辞職に伴う2020年7月の都議補選では、新人の佐藤古都を維新・あたらしい党の共同公認で擁立したが、落選した[441]。2021年1月にはあたらしい党が千代田区議会議員補欠選挙に擁立した候補のSNS上の投稿が批判を集め、維新宛てにも苦情の電話が寄せられる事態となったため、音喜多は翌月にあたらしい党の代表を引責辞任し、党籍を維新に一本化すると発表[442]。3月には佐藤もあたらしい党を離党[443]したほか、4月には荒川区議会で、6月には江東区議会で両党の統一会派を解消した。
- 京都市の京都党と京都維新の会（日本維新の会京都府総支部）は、京都市会において、統一会派を2021年8月より組んでいる[444]。
- 京都市の京都党や東京都の自由を守る会、吹田市の吹田新選会などらが結成した保守、リベラル系の地域政党が参加する「全国地域政党連絡協議会（地域政党サミット）」が、2019年8月に開催した「第八回地域政党サミット in 京都」に大阪維新の会が横山英幸（大阪府議会議員）を代表として派遣して、交流を行っている[445]。

## 支持層
近畿地方、とりわけ党発祥の地である大阪での支持が厚いとされる。第49回衆議院総選挙では4倍近く議席を増やす躍進を果たしたが、その背景について関西学院大学教授の善教将大は自民党政権のコロナ対策に対する不満の受け皿として機能した事を挙げている。具体的には、国政選挙と地方選挙で投票先をそれぞれ自民と維新とに分けていた有権者が、衆院選挙においても維新に投票したことにより議席増に繋がったとしている。
また、産経新聞やFNNの調査などでは、自民党や立憲民主党と比較して支持層に占める現役世代の割合が多い事が指摘されている。

### 主な支援団体と企業団体献金などについて
日本維新の会は結党以来、党の方針として「身を切る改革」、「徹底した行革」「企業団体献金の禁止」を掲げているが、実際には後述のように関西財界の支援が確認されている。関西財界は特に2025年大阪万博の実現や統合型リゾート施設（IR）の誘致推進の政策を維新に求めている。維新の党規上、あくまで「党や党支部」が「企業・団体献金献金の受け取り」を「禁止している」のであって「党所属議員の後援会」などの「企業・団体献金の受け取り」は「認められている」。そのため、維新の党役員や党の所属議員は業界団体らが結成した政治連盟からの寄附を受けたり、政治資金パーティーの開催を行っていることが確認されている。さらには、党役員や党の所属議員らと新興宗教や同和団体の関係団体との結びつきも確認されている。以下に事例を列挙する。

#### 主な支援・交流団体
| カテゴリー         | 団体 |
| ------------------ | --- |
| 経済団体・業界団体 | - 経済人・大阪維新の会 - 主要な関西地方の建築系の業界団体 ** 西日本建設関連オーナー会 ** 大阪広域生コンクリート協同組合 ** 大阪兵庫生コンクリート工業組合 |
| 同和団体           | - ティグレフォーラム及び部落解放同盟 |
| 宗教団体・思想団体 | - 日本会議 - 世界平和統一家庭連合（旧統一協会） - 実践倫理宏正会 - GLA - キリスト教プロテスタント派の一部                                                 |

#### 企業団体献金
- 政治資金パーティー

大阪府選挙管理委員会が発表した2018年の政治資金収支報告書によると、大阪維新の会が2018年9月に開いた政治資金パーティーの収入は9474万円に上り、そのうち利益は7607万円で、利益率は80・3％であることを明らかだという。特に「政治資金パーティーは、企業などがまとまってパーティー券を購入する」ことから「形を変えた企業・団体献金」であり、維新の会の掲げる「身を切る改革」は「でたらめ」と野党の日本共産党大阪府委員会は批判している。パーティー券を購入した企業には三栄建設（2016年から3年連続で40万円分を購入）があり、三栄建設は大阪維新の会と日本維新の会の本部が入居するビルのオーナーである。さらには、三栄建設は2016年に「実感できるみどりづくり事業」に関する大阪府の補助金771万円を受け取っているも明らかになっている。
- 業界団体及び職能団体の政治連盟

馬場伸幸代表の政治団体「馬場伸幸後援会」の2021年分の政治資金収支報告書によると、2021年に堺市薬剤師連盟と全日本不動産政治連盟大阪府本部からそれぞれ10万円の寄附を受けている。さらには2023年8月28日には大阪府堺市で政治資金パーティーを開いたことも確認されている。これに関しては党内からの批判も強い。所属議員の音喜多駿も「企業献金はだめでも政治連盟からの寄附はOK」な党のルールは「法の抜け穴である」と発言している。
- 統合型リゾート企業

2020年1月6日、衆議院議員の下地幹郎（比例九州ブロック）が、IR事業を巡る贈賄容疑で逮捕された中国企業「500ドットコム」の顧問から現金100万円を受け取っていたことを認めた。下地は中国企業からの献金を政治資金の収支報告書に記載していなかった。これについて日本維新の会代表の松井一郎は「政治家の出処進退なので自身でけじめをつけるべきだ。そういう献金を受けて、政治資金収支報告書に載せないということは現金を小遣いにしたということであり法律違反だ。納税者、有権者の信頼をなくす行為をしたわけだから議員辞職すべきだ」と述べた。7日に下地は日本維新の会に離党届を提出するも党は受理せず、8日に下地は除名処分とされた。幹事長の馬場伸幸はこの不祥事に対して「非常に残念だ。二度とこのようなことがないようにしたい」と述べた上で、IR事業について「党として推進していく立場に変わりはない」とも述べた。IR事業の汚職事件を巡っては、下地のほかに自民党の秋元司、岩屋毅、宮崎政久、船橋利実の関与が報道されている。2023年9月6日、藤田文武幹事長は記者会見で「沖縄の維新の党勢拡大に貢献したことを評価した」を理由に下地の除名を撤回した

#### 個人の大口献金
- 村上世彰（村上ファンド元代表）

2021年11月末公表の政治資金収支報告書によると、かつて村上ファンドを率いていた村上世彰は、2020年10月に維新の会本部に2000万円、馬場伸幸幹事長の政党支部に150万円を寄付している。

#### 党としての反応
日本維新の会の藤田文武幹事長は2023年10月29日に「企業団体献金禁止の党規約を議員後援会にも今後は適応する」としている。2024年3月の党大会で正式決定を目指す方針だという。